# Història de Noruega

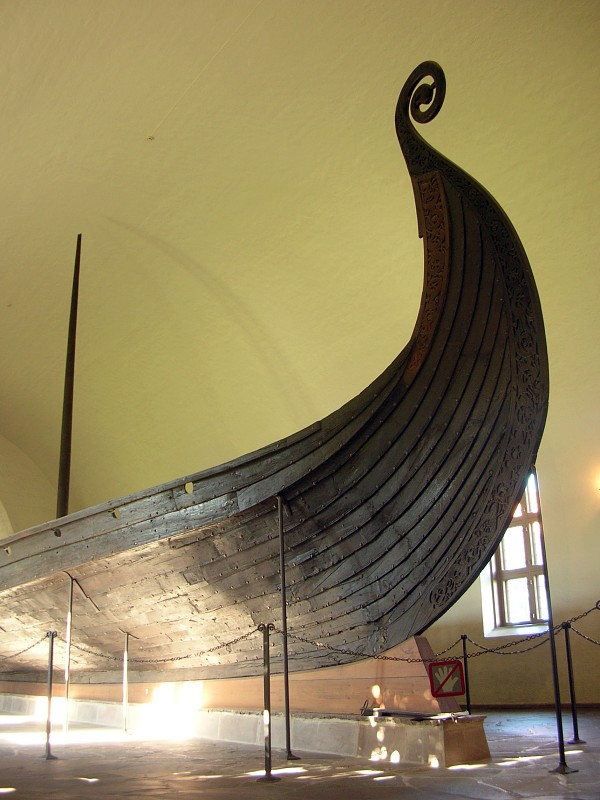
El vaixell d'Oseberg, al Museu de Vaixells Vikings d'Oslo

La història de Noruega es remunta a l'alta edat mitjana, que coincideix amb la irrupció, a finals del segle viii, dels navegants vikings en la història europea amb activitats comercials, de saqueig i de colonització. Se sap, però, que el territori que avui és Noruega ha estat poblat des de fa uns 12.000 anys.
Els primers intents de forjar un Regne noruec neixen precisament en l'era vikinga, i és Harald I de Noruega el primer a ser considerat rei d'una Noruega unificada, almenys nominalment, des de 872. No obstant això, no és sinó fins als segles xi i xii, un cop consolidada l'organització eclesiàstica i monàrquica, quan es pot parlar d'un Regne noruec plenament unificat i independent.
Noruega va assolir un període d'esplendor el segle xiii, quan estengué un imperi a l'Atlàntic Nord. A aquesta esplendor va seguir una fase de decadència al final de l'edat mitjana, marcada per l'extinció de la seva dinastia reial, la Pesta Negra i les consegüents crisis econòmiques i socials. Va entrar en un període d'unió personal amb Suècia entre 1320 i 1364 i posteriorment, entre 1397 i 1523; va formar part de la Unió de Kalmar, que integrava la totalitat dels regnes nòrdics. La debilitat política de Noruega propicià que després del trencament de la Unió el país seguís un camí al costat de Dinamarca, que perduraria fins al 1814. Aquest últim any, una assemblea de patriotes noruecs declarà unilateralment la independència del país i redactà la seva constitució, si bé va haver de fer algunes esmenes per integrar-se a una nova unió personal amb Suècia. La unió amb aquest país es va dissoldre pacíficament el 1905, i un plebiscit va decidir mantenir la monarquia constitucional al si d'un sistema parlamentari. El 1940 Noruega fou envaïda i ocupada per l'Alemanya Nazi, que va donar suport a una dictadura local de tipus feixista. Després del final de la guerra al 1945, es van reinstaurar les institucions democràtiques, i les dècades següents es caracteritzaren per l'acceleració del creixement econòmic i l'establiment d'un estat del benestar, del qual Noruega ha estat un referent històric a nivell mundial.

## Prehistòria
Els primers habitants van arribar a Noruega cap al 12000 aC, ocupant terres que s'anaven desglaçant. Els caçadors van aprofitar el canvi de clima per perseguir noves espècies. Les cultures nòmades van ser substituïdes per les primeres granges i pobles sedentaris al 4000 aC. Posteriorment, va tenir lloc l'edat de bronze nòrdica al sud mentre que els sami s'instal·laven al nord.
L'edat del ferro va suposar l'assentament de cultures tribals que s'organitzaven entorn el thing i que combinaven el conreu amb les expedicions guerreres i el comerç amb pobles del sud, fins i tot els romans. Algunes d'aquestes cultures van migrar cap al sud, els ancestres dels pobles germànics.

## Era vikinga

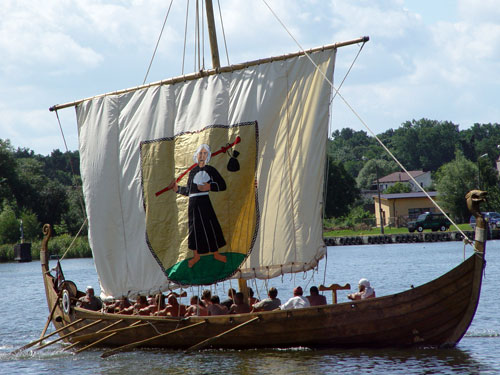
Rèplica d'un snekke viking

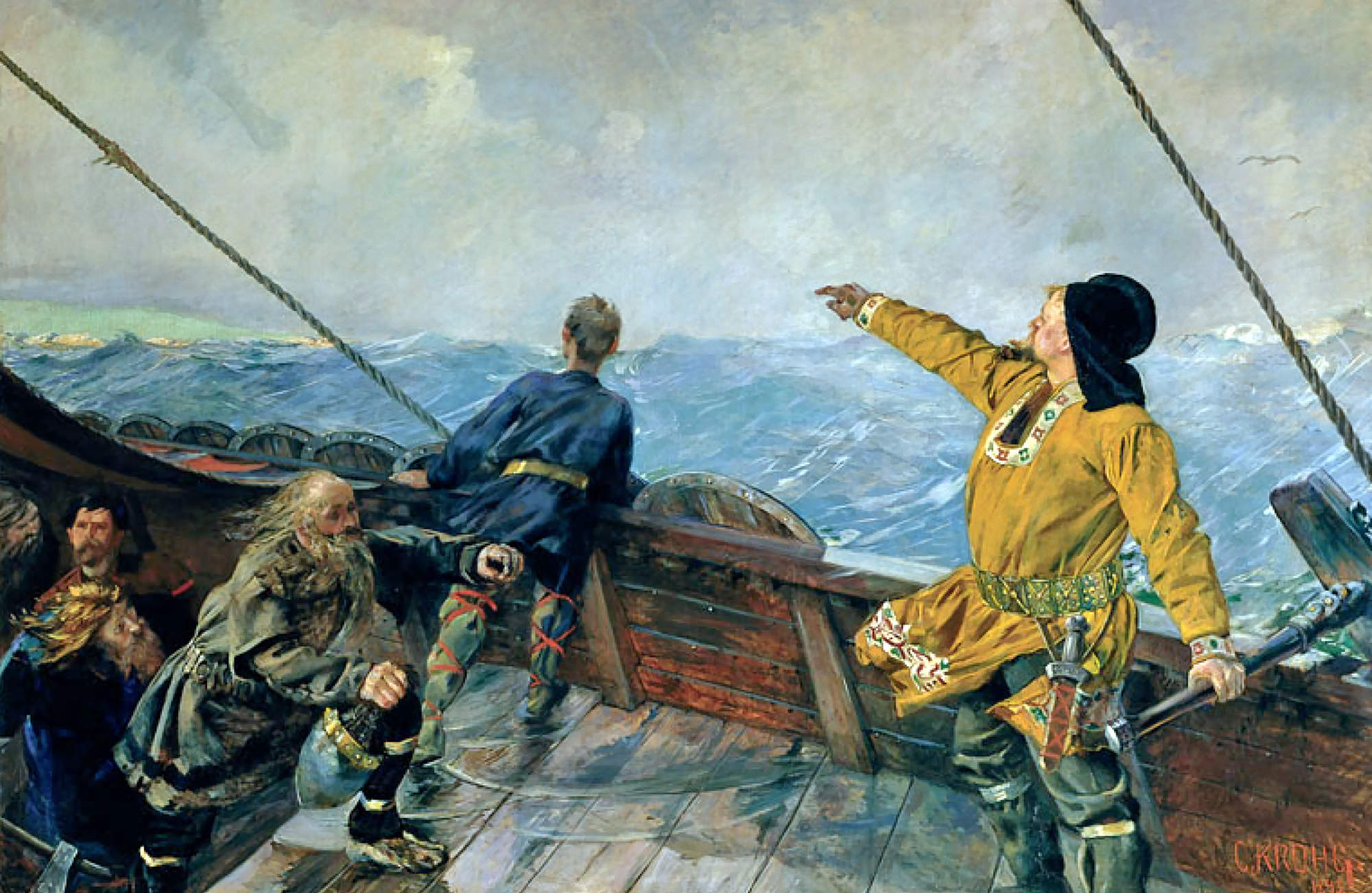
Leif Eriksson descobreix Vinland (1000). Pintura de Christian Krohg (1893). Els noruecs van ser els primers europeus a arribar a Amèrica

Arqueològicament, es considera que l'era vikinga a Noruega s'estén des d'aproximadament l'any 800 fins al 1100. Històricament, aquesta època es limita d'una manera més específica, des de l'atac a Lindisfarne el 793 fins a la batalla de Stamford Bridge de 1066.

### Les exploracions noruegues a l'oest
A Noruega, que no era més que una regió geogràfica sense unitat política, hi havia al segle viii estats minúsculs els caps militars dels quals eren anomenats jarls. Aquests tenien al seu servei persones lliures, camperols i pescadors, que a més complien una funció militar. Al seu torn, els camperols eren servits per esclaus i serfs lliures.
Des del segle viii, els jarls van començar a organitzar expedicions militars fora dels seus territoris, en les quals atacaven estats europeus mitjançant ràtzies i saquejos. Junt amb danesos i suecs, serien coneguts com a vikings o normands. Les campanyes noruegues es van dirigir principalment al nord i a l'oest; es colonitzà la costa septentrional del que avui és Noruega, i es van poblar territoris fins llavors deshabitats: Shetland, les illes Fèroe, Islàndia. Des d'Islàndia, l'explorador Eric el Roig va partir a la colonització de Groenlàndia a finals del segle x, i sortint des d'allà, a inicis del segle xi, els seus fills descobririen Amèrica, que ells anomenarien Vinland. Des del nord de les Illes Britàniques els vikings noruecs atacaren Escòcia, el nord d'Anglaterra, Irlanda i l'illa de Man, i més al sud, França i fins i tot la península Ibèrica.
S'ha discutit bastant sobre l'origen d'aquestes migracions escandinaves i hi ha diverses teories que intenten explicar-les, tot i que se sap que coincideixen amb altres esdeveniments importants, com l'ús del ferro en la fabricació d'eines agrícoles, que hauria incrementat el potencial productiu i la necessitat de nous terrenys per al cultiu. Un altre esdeveniment fou l'aparició, a finals del segle viii, d'una societat noruega organitzada en petits regnes els monarques dels quals exigien impostos. Molts noruecs van preferir emigrar i la manera més pròxima d'obtenir recursos fou el saqueig, activitat que els valgué als vikings una mala reputació a Europa. Tanmateix, altres es van dedicar al comerç o s'assentaren pacíficament a les noves terres. A les colònies vikingues de les Illes Britàniques, la població celta fou assimilada per la cultura nòrdica, com fou el cas dels regnes vikings de l'illa de Man i Dublín. També hi va haver vikings noruecs que van servir militarment a les corts de Nóvgorod i Constantinoble.

### Unificació i intervencions daneses

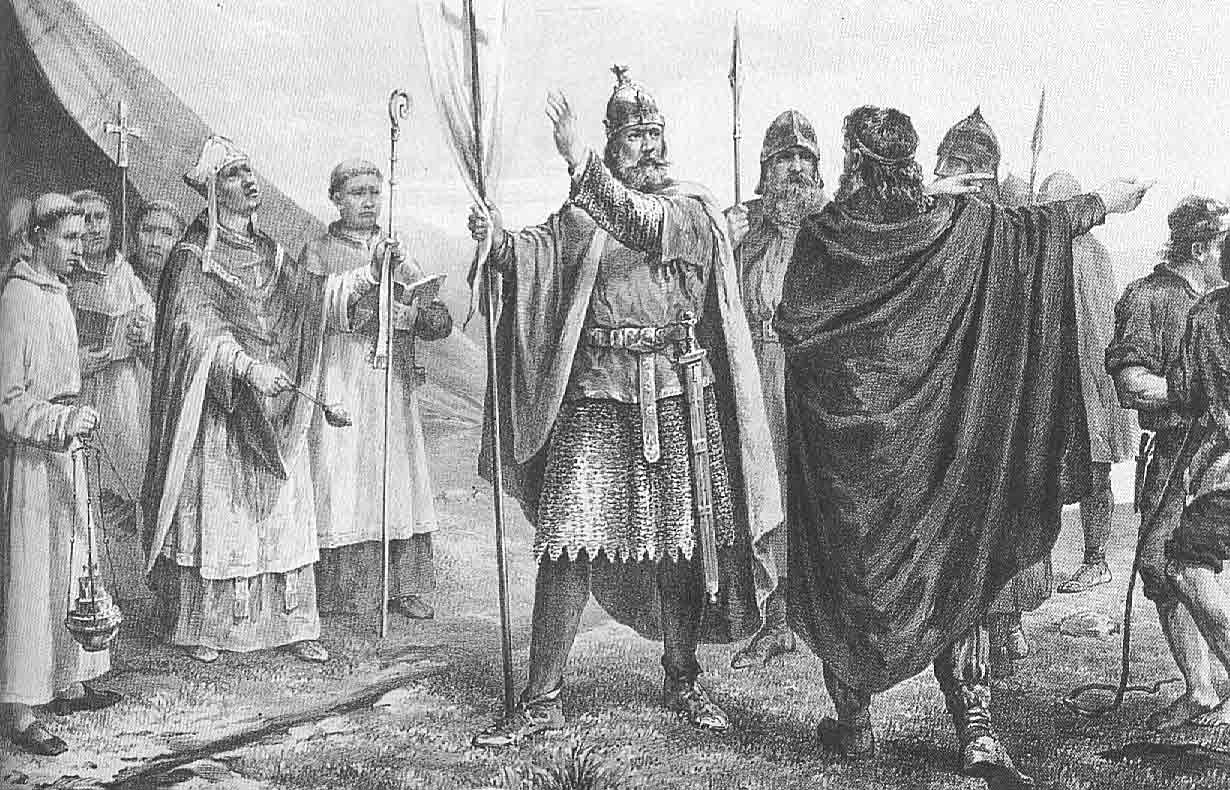
L'arribada d'Olaf Tryggvason a Noruega el 995 suposà l'inici de la cristianització del país. En aquesta il·lustració de Peter Nicolai Arbo (1860), és acompanyat de missioners anglosaxons

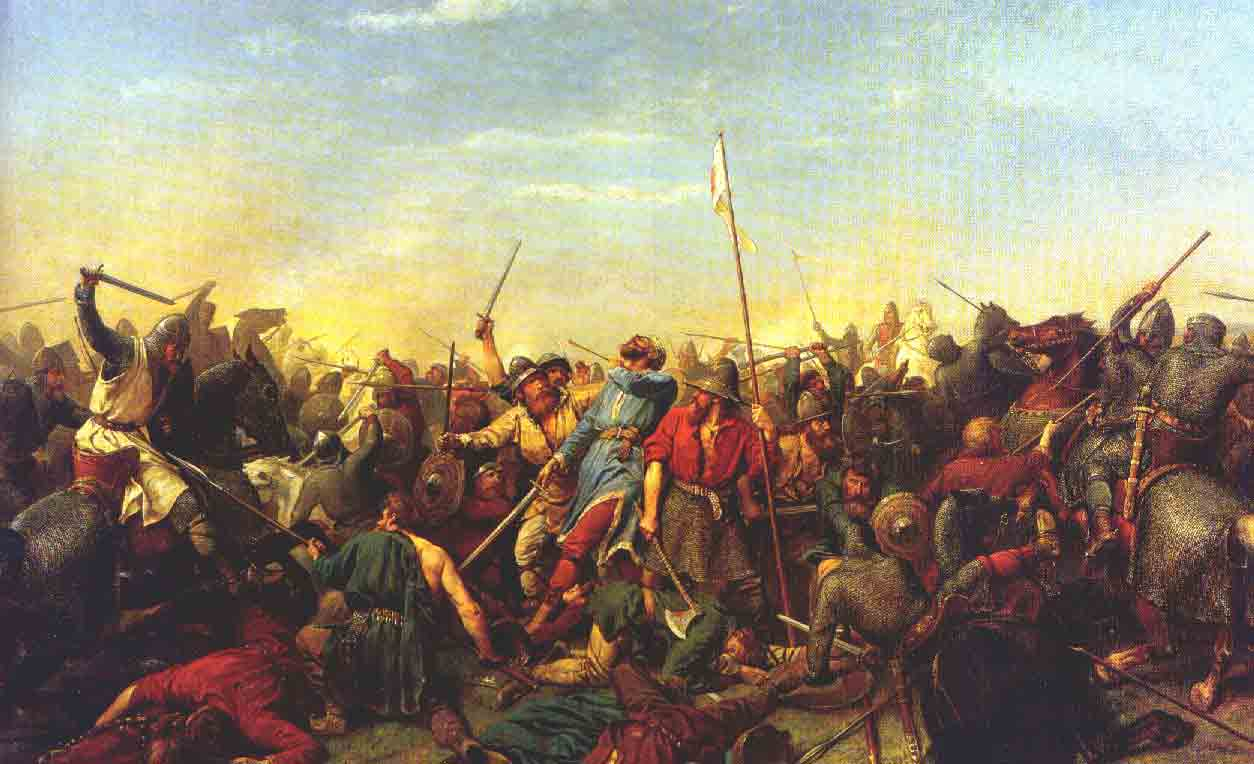
El rei Harald Hardråde cau en la batalla de Stamford Bridge de 1066. La seva invasió a Anglaterra es considera com l'última expedició vikinga de la història. Pintura de Peter Nicolai Arbo

En l'era vikinga, els jarls locals van començar a organitzar-se per regions. Els poblats al voltant del fiord de Trondheim s'uniren en una lliga regida per un sol ting (assemblea), mentre al sud de Noruega va ocórrer un fet molt similar. El regne més estable i fort fou el de Vestfold-Oppland Occidental, que tenia la zona agricola més rica de Noruega i la ciutat de Skiringssal, un centre comercial on confluïen rutes internacionals.
A finals del segle ix Harald I de Noruega va assumir el poder com a rei de Vestfold. Amb aliances amb els jarls de Møre i Håløyg va poder incrementar el seu poder i derrotà els seus rivals de Hordaland i Rogaland en la batalla de Hafrsfjord (vers el 872). Aquesta batalla ha estat considerada tradicionalment com l'esdeveniment que marcà la unificació del país en un sol regne sota l'autoritat de Harald. Tanmateix, sembla que el monarca no va tenir el control efectiu de tot el país, malgrat ser reconegut nominalment en diverses regions. En aquella mateixa època, es creu que la regió de Noruega Oriental (Østlandet) era vassalla del rei de Dinamarca, un regne més poderós.
Els successors de Harald no van poder enfortir al poder monàrquic i les lluites intestines dels monarques amb els jarls o els pretendents rivals propiciaren la intervenció de Dinamarca, la qual cosa va convertir Noruega en un regne vassall seu. El descontentament entre alguns jarls pel fet d'estar sotmesos al rei danès fomentà el naixement de líders locals que, tanmateix, serien derrotats per Dinamarca. El fill de Harald, Haakon el Bo, fou el primer rei noruec a adoptar el cristianisme, però no va poder establir la nova fe davant de la reticència de la població. Olaf Tryggvason, pertanyent a la dinastia Cabellera Bonica, hi arribà procedent d'un exili el 995 i de seguida va ser nomenat rei; inicià la conversió de Noruega al cristianisme, una tasca per a la qual va fer servir missioners anglesos i, a vegades, mètodes violents, però no va aconseguir el control efectiu del país i fou derrotat en la batalla de Svolder l'any 1000. El seu nebot, Olaf el Sant, aconseguiria, 15 anys després, enfortir la monarquia i l'Església i establir estrictes lleis, però els seus rivals van demanar novament la intervenció de Dinamarca i van aconseguir expulsar-lo i finalment donar-li mort al 1030.
La ràpida canonització d'Olaf va fer que el seu fill Magne Olavsson ocupés el tron el 1035. Magne arribà a un acord amb el seu rival Hardecanut de Dinamarca: el que sobrevisqués a l'altre prendria el poder d'ambdós regnes. Magne heretà el tron de Dinamarca el 1042. El seu oncle Harald Hardråde tornà de Constantinoble el 1045 i reclamà una part del tron. A la mort de Magne, Noruega i Dinamarca es van separar i Harald Hardråde, el successor a Noruega, intentà sense èxit conquerir Dinamarca; el 1066 viatja a Anglaterra a reclamar el tron d'aquest país, però troba la mort en la batalla de Stamford Bridge davant el seu enemic Harold II d'Anglaterra. Amb la seva mort finalitza l'era vikinga.

## Edat mitjana

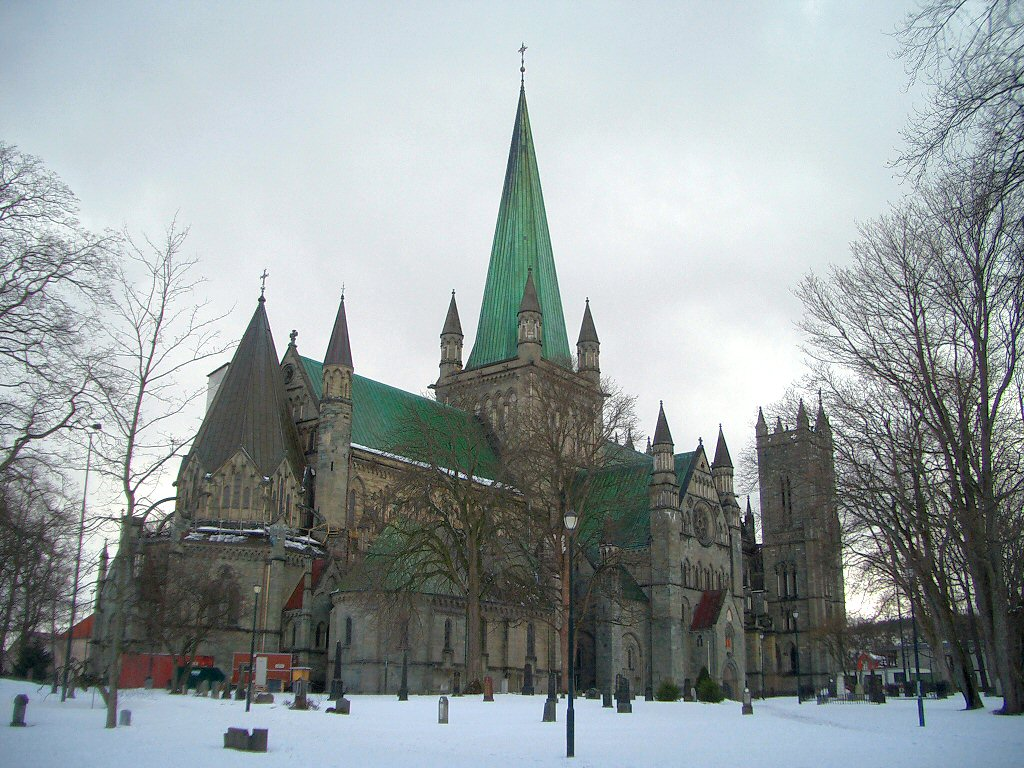
La catedral de Nidaros, un dels principals monuments medievals de Noruega

Entre 1066 i 1130, el Regne de Noruega ja s'havia establert sòlidament, per bé que encara tenia un sistema administratiu bastant rudimentari. En l'època immediatament posterior a l'era vikinga, es va assolir a Noruega un període de pau interna i de creixement econòmic, però la manca d'un sistema clar del dret de successió del tron provocà tensions i finalment, després de la mort de Sigurd el Croat el 1130, una guerra civil.

### Baixa edat mitjana

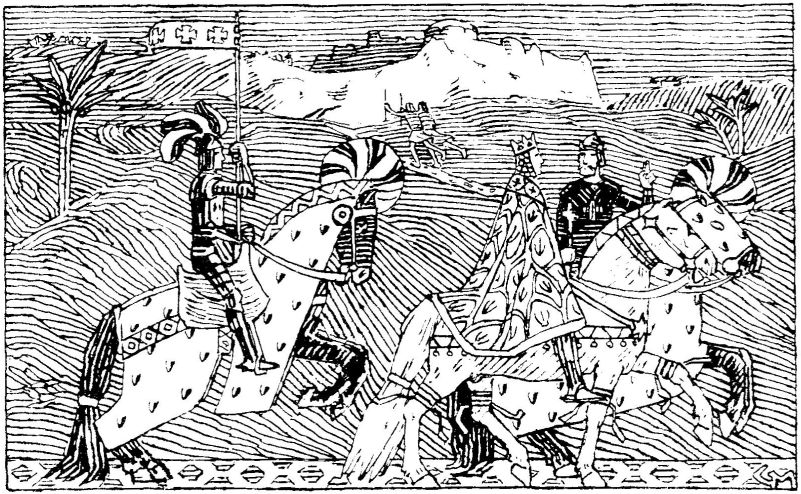
Sigurd I de Noruega al costat de Balduí I de Jerusalem. Il·lustració de Gerhard Munthe

A finals del segle xi havia augmentat el nombre de ciutats, i entre aquestes van florir Oslo, Nidaros, Bjørvin i Tønsberg. El regnat d'Olaf III, anomenat el Pacífic, va conèixer un període de pau i properidad. Olaf III seria el primer rei noruec a mostrar gran interès per la literatura. Alhora, es van reforçar els llaços amb Roma i Europa, es consolidà l'organització de l'Església i es va establir la primera diòcesi noruega a Nidaros (posteriorment elevada a arxidiòcesi); li van seguir les diòcesis de Selja en la dècada de 1070 (traslladada a Bjørgvin abans de 1090) i Oslo, en la dècada de 1090. La diòcesi de Stavanger va ser fundada el 1125 i la de Hamar el 1153. Addicionalment depenien de Nidaros la diòcesi de les Òrcades i la de les Fèroe.
Magne III de Noruega el Descalç aprofità la pau al país per emprendre una campanya militar contra les Illes Britàniques, en un intent de recuperar les passades glòries vikingues. Va aconseguir la submissió de les Hèbrides i l'illa de Man, però va morir en campanya a Irlanda.
A Magne III li van sobreviure els seus tres fills, però només els dos majors van governar conjuntament de manera duradora. Mentre Øystein I va dur a terme una intensa tasca de construcció de ciutats, palaus i esglésies, el seu germà Sigurd I és recordat per haver participat en una croada a Jerusalem.

### L'era de les guerres civils

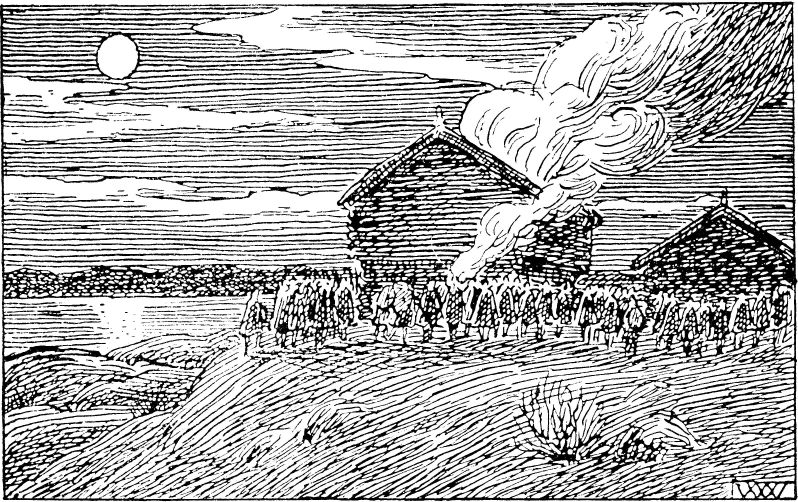
Els seguidors de Magnus Erlingsson incendiant les cases dels seus adversaris. Il·lustració de Wilhem Wetlesen

El fet que hi hagués sovint més d'un successor al tron venia donat per les lleis de successió noruegues, que establien que tots els fills barons del rei heretaven el govern. Fins llavors, els conflictes entre els successors no n'havien passat a majors, però a la mort de Sigurd el Croat el 1130 es desencadenà una sèrie de guerres civils que durarien més d'un segle i que alimentarien conflictes socials i econòmics.
Per norma general, eren conflictes armats intercalats entre breus períodes de pau. Dos bàndols oposats tractaven d'imposar el seu pretendent i a la mort d'un d'ells, els seguidors es mantenien aglutinats a l'entorn d'un successor. Els bàndols rivals mantenien el control de certes regions, la qual cosa tenia com a resultat la divisió territorial del país, si bé cada pretendent s'assumia com a rei de tota Noruega.
L'Església va intervenir en la dècada del 1160 a favor de Magnus Erlingsson, que seria el primer monarca noruec a ser coronat. Alhora, per influència de l'Església, es redactà la primera llei de successió escrita, que estipulava la condició de fill legítim per assolir el tron. Els opositors a Magnus, el bàndol dels birkebeiner, van mantenir una resistència marginal fins a l'arribada de Sverre Sigurdsson, un gran estrateg militar que va aconseguir controlar una part del país i finalment derrotà a Magnus el 1192. Sverre va aconseguir coronar-se, però la seva enemiga l'Església el va excomunicar i posà Noruega sota interdicte el 1194. Els seus opositors es van unir, amb el patrocini del clergat, en la facció coneguda com els bagler. Des de 1208 fins a 1217, el país quedà dividit per la guerra entre ambdós bàndols, fins que es va assolir la reconciliació i el rei birkebeiner Haakon IV fou reconegut per les dues faccions el 1217. Alguns opositors es van mantenir en armes, però l'última rebel·lió va ser derrotada el 1240.

### Haakon IV i els seus successors

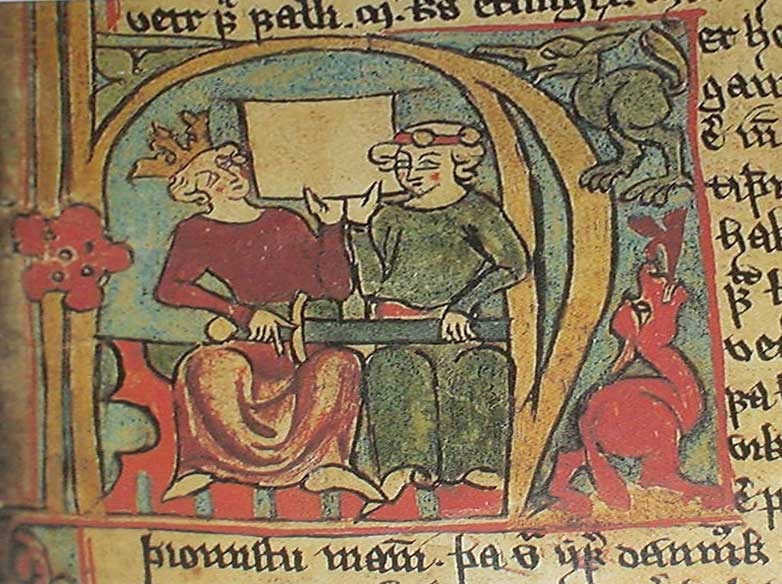
Haakon IV i el seu fill, Magne el Legislador

Haakon IV heretà un estat enfortit i unificat, i el seu regnat és considerat per alguns historiadors com l'era daurada de la història medieval noruega. El rei centralitzà per primera vegada l'administració, i va convertir Bergen en la capital. Es conreà la literatura i les belles arts i es van traduir obres d'art de l'estranger. En la dècada del 1260, Noruega va assolir la major extensió territorial de la seva història, que incloïa Groenlàndia, Islàndia, les Illes Fèroe i una part de les Illes Britàniques. El seu fill, Magne VI el Legislador, renuncià a les reivindicacions sobre Escòcia i l'illa de Man però amb el tractat de Perth assegurà el reconeixement de la sobirania noruega sobre les Òrcades i Shetland; promulgà a més la primera llei d'observança nacional el 1274, amb la qual cosa s'avançava als altres països europeus.
Al segle XIII els reis noruecs van intentar que Noruega assumís un paper de gran potència a Europa, establint contactes diplomàtics amb diversos regnes. Hi va haver aliances matrimonials amb Castella i Escòcia i el rei Eric II reclamà el tron escocès per a la seva filla Margarida, la donzella de Noruega, el 1295.
Haakon V, rei des de 1299, traslladà la capital a Oslo, es casà amb una princesa alemanya i va intentar incrementar la influència noruega a Escandinàvia, participant en conflictes interns de Suècia. Aquesta política portaria a la unió de Noruega amb els seus veïns per llargs períodes. A la seva mort sense fills barons, fou succeït pel seu net Magne VII, de la dinastia sueca de Folkung, que ja era rei de Suècia.

### Els Folkung

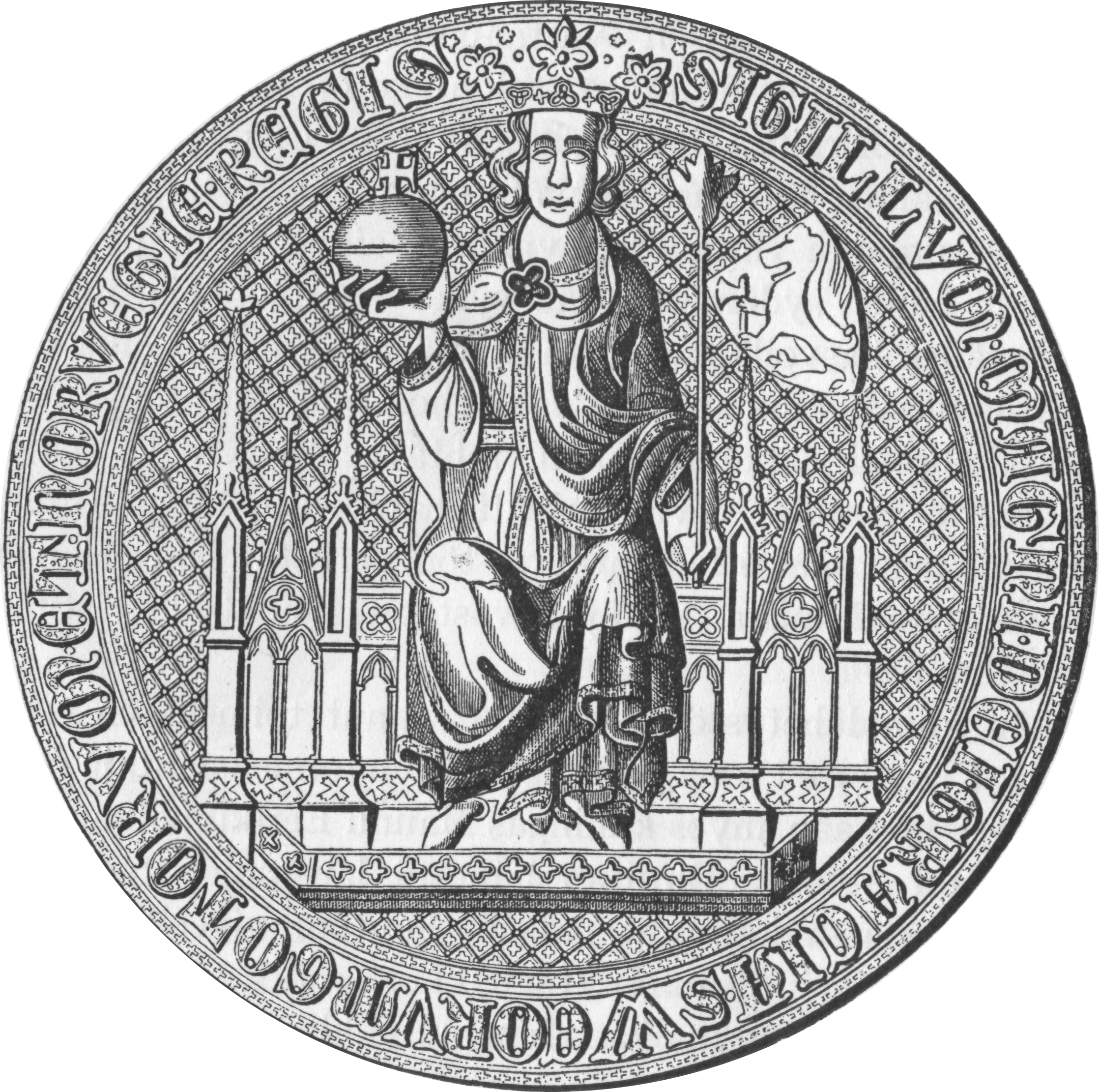
Segell reial de Magne VII, que va governar també a Suècia com a Magne II

Per bé que unides sota un mateix monarca, Suècia i Noruega es van mantenir com a regnes independents, amb les seves pròpies lleis i el seu propi Consell. Magne VII va tenir dos fills, i els dos Consells van acordar que s'atorgués el tron d'un país a cada un d'ells. Magne abdicà la corona noruega en el seu fill Haakon VI el 1362; aquest va mantenir la influència noruega a Suècia i fins i tot arribà a ser rei d'aquest últim país el 1364, a més de pactar la seva aliança matrimonial amb la princesa Margarida de Dinamarca. El seu únic fill, Olaf, es va convertir en rei de Dinamarca el 1375 i a la mort de Haakon VI el 1380, també en rei de Noruega. Des de llavors -llevat de breus excepcions- Noruega romandria unida a Dinamarca fins a 1814.
El 1349 arribà la Pesta Negra a Noruega amb un vaixell procedent d'Anglaterra ancorat al port de Bergen, que hauria propagat la malaltia per tot Noruega, encara que es creu que ja n'hi havia brots a Oslo des de 1348, causats també per un vaixell que salpà d'Anglaterra. En només dos anys, l'epidèmia costà la vida a la meitat de la població, i ocasionà greus danys econòmics, socials i polítics.

### Unió de Kalmar

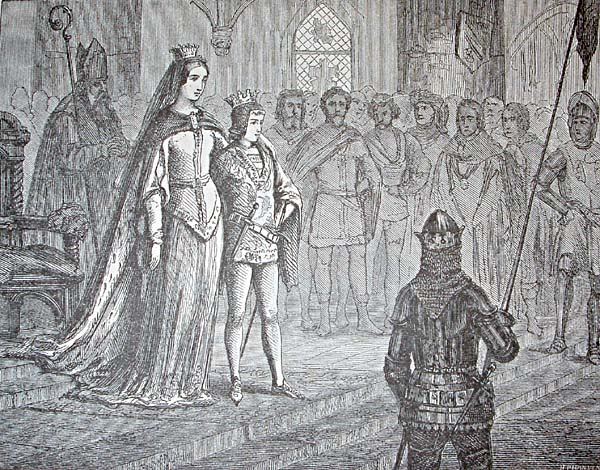
La reina Margarida I i Eric de Pomerània durant la coronació d'aquest últim com a rei de la Unió de Kalmar

Olaf II va morir a l'edat de 17 anys, i amb ell es va extingir la dinastia dels Folkung a Escandinàvia. La seva mare, Margarida de Dinamarca, que ja governava com a regenta, fou nomenada reina de Dinamarca el 1387 i de Noruega el 1388. Es va enfrontar al poder de la Lliga Hanseàtica i va intervenir a Suècia contra el govern del príncep alemany Albert III de Mecklemburg. Un cop nomenada reina a Suècia, va constituir la Unió de Kalmar el 1397, anomenada així per la ciutat sueca on es van reunir els consells reials dels tres regnes per acordar els termes de la unió. Aquesta fou una unió personal sota l'ègida de Margarida, però els tres regnes es mantenien, de fet, independents políticament.
La unió persistí ferma mentre va viure la reina. A la seva mort es van succeir els descontentaments a Dinamarca i Suècia per l'impopular govern del seu nebot i successor Eric de Pomerània, que tanmateix va rebre els suport dels noruecs. La debilitat política de Noruega es va reflectir en la seva passivitat en els conflictes al si de la Unió i en el fet que, malgrat tenir una monarquia hereditària, els seus reis eren elegits a Dinamarca i el consell només els ratificava.
Al contrari de Suècia, que constantment s'oposava al fet que un rei danès tingués el control de la Unió, Noruega continuà sense sobresalts al costat de Dinamarca. Una excepció en fou l'elecció de Carles VIII Knutsson com a rei de Noruega el 1450, regnat que només durà un any i va substituir el de Cristià I de Dinamarca. Aquest rei va cedir a Escòcia les possessions noruegues de les Òrcades les Shetland el 1469 com a part del dot matrimonial de la seva filla Margarida.

## Unió amb Dinamarca
Després de la ruptura de la Unió de Kalmar, Noruega es va mantenir unida a Dinamarca. Encara que oficialment constituïa un regne a part i es va mantenir l'ús del noruec i les institucions nacionals, Noruega fou governada per lendsmann (governants nobles) danesos i el governant suprem del país era el rei i el Consell Reial, ambdós residents a Copenhaguen.

### La reforma protestant

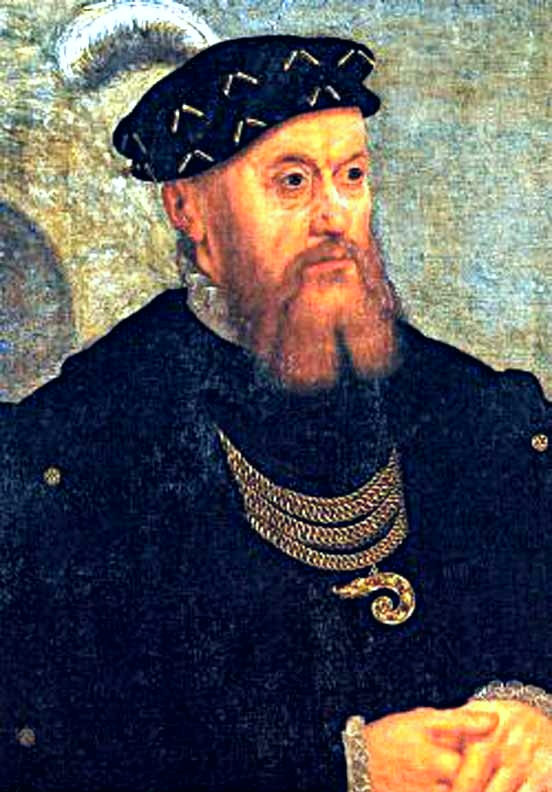
Cristià III de Dinamarca, introductor del luteranisme com a religió d'estat

En 1536 Cristià III es va convertir en rei de Dinamarca després d'una cruenta guerra civil en la qual va comptar amb el suport de la noblesa danesa. A Noruega hi havia certa oposició al fet que Cristià assumís el poder com a rei, principalment per la seva religió luterana i la seva enemistat amb la pagesia. L'oposició va estar encapçalada principalment per Olav Engelbrektsson, l'últim arquebisbe catòlic de Nidaros. Cristià III va introduir el 1537 la Reforma protestant a Dinamarca, i al 1539 a Noruega, després de ser reconegut com a rei pel consell reial. Aquell mateix any el consell noruec va ser dissolt i el país va perdre la seva independència política.
La nova Església seguia els ensenyaments de Martí Luter i tenia com a líder el rei, que expulsà les comunitats monàstiques catòliques i s'apropià de totes les propietats de l'Església catòlica, que a Noruega abastaven prop del 40% de les terres. A Trondheim, el reliquiari de sant Olaf fou destruït i portat a Copenhaguen per elaborar monedes. Els sacerdots luterans no sols predicaven els evangelis, sinó també l'obediència al rei i es cobraven multes als que no observaven les lleis eclesiàstiques. Com a resultat de la Reforma, la monarquia es va fer més rica i poderosa.
Noruega fou dividida en cinc províncies principals, i cadascuna va ser subdividida en províncies menors, que eren governades per un landsmann (plural landsmänner: majoritàriament aristòcrates danesos i només en pocs casos nobles noruecs). Els landsmänner tenien la responsabilitat de cobrar impostos i drets de duana, reclutar soldats en situacions de guerra, designar sacerdots i servir com a jutges en els tribunals superiors. El control sobre aquests governadors mai no va ser òptim i es produïen casos de corrupció.

### Noruega durant les guerres suecodaneses

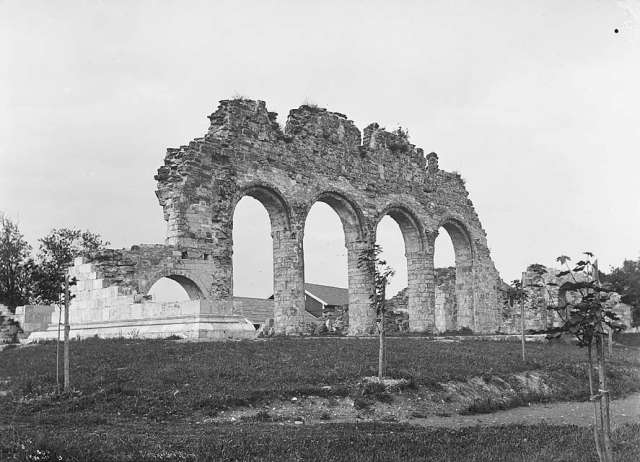
Les ruïnes de l'antiga catedral de Hamar, devastada per la invasió sueca en la Guerra Nòrdica dels Set anys

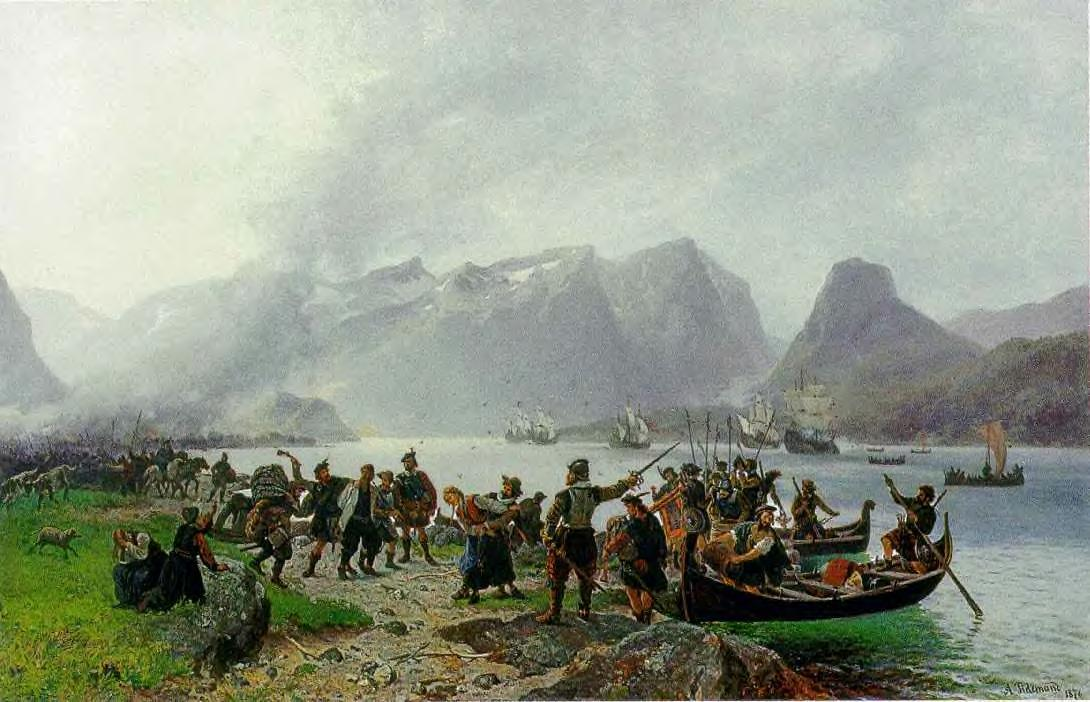
Desembarcament de tropes mercenàries escoceses a Noruega, durant la Guerra de Kalmar. Oli d'Adolph Tidemand

Després de la Guerra Nòrdica dels Set anys (1563- 1570), en què Noruega va sofrir els estralls de la invasió sueca, el rei jutjà que resultava difícil governar Noruega des de Copenhaguen. La comunicació era difícil a causa de les muntanyes i els fiords. Per tant, el rei va decidir nomenar al landsmann d'Akershus com a stattholder de Noruega, que seria el màxim representant del rei al país. Si bé l'stattholder no va tenir en la pràctica gaire influència fora de la seva província, el nomenament és una prova que el rei considerava Noruega com un regne a part.
Cap a la meitat del segle XVI havia crescut la rivalitat entre Dinamarca-Noruega i Suècia. Ambdós regnes tenien aproximadament la mateixa mida i es disputaven el domini de la mar Bàltica. Suècia havia iniciat en aquella època una política expansionista que xocà amb els interessos danesos, la qual cosa desembocaria en diverses guerres.
En la seva recerca d'una sortida al mar del Nord, Suècia considerà estratègic el control de la costa nord de Noruega (les actuals províncies de Troms i Finnmark). Cap a 1600, els conflictes per la zona es feren cada vegada més intensos, i el rei Cristià IV de Dinamarca li declarà la guerra a Suècia el 1611, en el que seria conegut com la Guerra de Kalmar. L'objectiu de Cristià IV -la conquesta de Suècia- no es concretà, però els suecs van renunciar a les seves pretensions sobre Noruega.

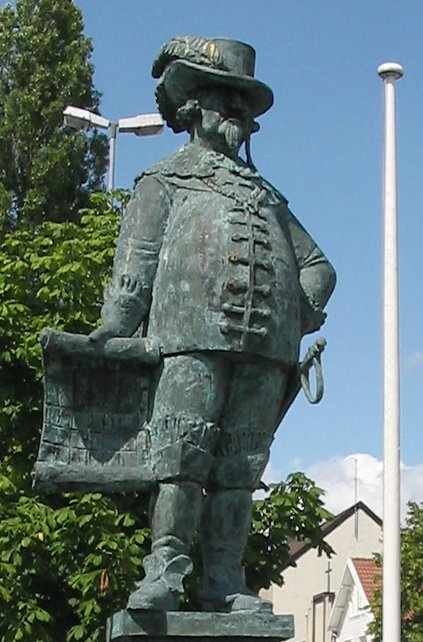
Estàtua de Cristià IV a Kristiansand

Després de la guerra, Suècia va prendre l'hegemonia del Bàltic i arrabassà Livònia a Rússia. Cristià IV, recelós de l'expansionisme suec, entrà en la Guerra dels Trenta anys en el bàndol protestant. Després d'una catastròfica derrota, va haver de tornar a Dinamarca. Suècia, que entrà en la guerra i va obtenir ressonants victòries, atacà Dinamarca el 1643 durant la Guerra de Torstenson. La pau va ser costosa per a danesos i noruecs. Noruega va cedir a Suècia, després del tractat de Brömsebro, les províncies de Härjedalen i Jämtland.
Quan en la dècada del 1650 Suècia s'involucrà en una guerra contra Polònia, Frederic III de Dinamarca va veure una oportunitat de venjar-se del tractat de Brömsebro i declarà la guerra a Suècia. Tanmateix, van ser els suecs qui van prendre la iniciativa i van ocupar la major part de Dinamarca. Amb el tractat de Roskilde de 1658, Noruega va perdre la província de Bohuslän amb la ciutat d'Uddevalla, així com la província de Trondheim, per la qual cosa el país quedà dividit en dos sectors, si bé va poder recuperar l'última província dos anys després, amb el tractat de Copenhaguen, després del fracàs d'una nova invasió sueca sobre Dinamarca.

### L'absolutisme

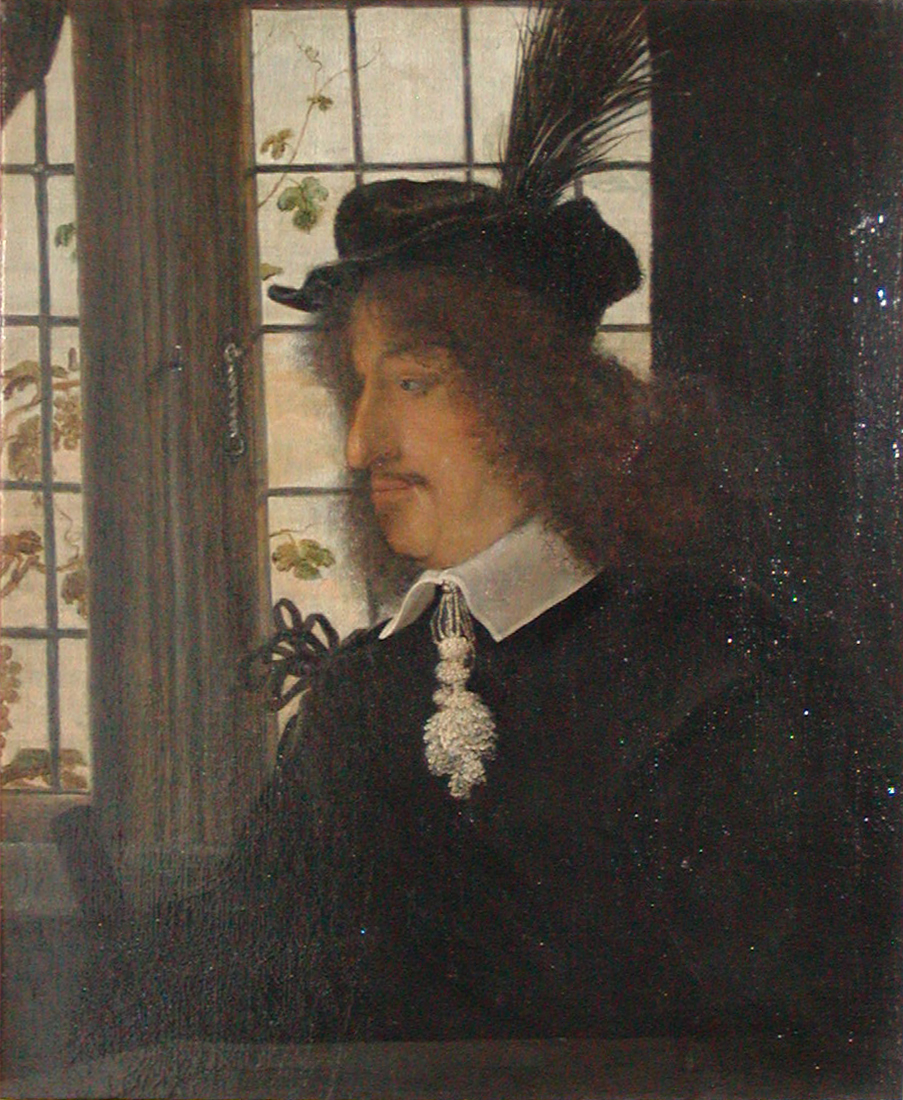
Frederic III, primer monarca absolutista de Dinamarca i Noruega

Abans de 1660, el rei de Dinamarca i Noruega governava al costat d'un consell de nobles. El poder reial era limitat i el consell podia elegir el successor a la mort del monarca. A Noruega, al contrari, la monarquia era hereditària.
Amb la seva presència en el govern, el consell assegurava privilegis per a la classe noble, ja que només aquesta tenia accés als més alts càrrecs en l'administració i l'exèrcit. Durant la primera meitat del segle xvii, la noblesa fou incapaç de complir les seves obligacions en la defensa del país: les noves tècniques de guerra, els mercenaris i l'artilleria van disminuir la seva rellevància militar i durant les guerres contra Suècia, la defensa del Regne danonoruec va ser realitzada principalment per mercenaris, burgesos i camperols, al mateix temps que augmentava la impopularitat de la noblesa.
Per assegurar la defensa dels seus territoris, Frederic III va obtenir crèdits de la burgesia. Quan la guerra acabà, els burgesos van aprofitar la debilitat de la noblesa i van buscar una major influència en l'administració per protegir els seus interessos econòmics. Va ser natural, per tant, que la burgesia i la monarquia s'aliessin. En l'assemblea dels estats els burgesos i el clergat van al·legar que davant de la derrota en la guerra calia un estat més fort; proposaren que el rei tingués drets hereditaris a Dinamarca i que decidís com havien de ser governats els dos regnes en el futur. El rei tingué l'oportunitat d'assegurar-se el poder absolut, que va ser ratificat per escrit en la Llei Reial de 1665, que seria l'única "constitució" absolutista de la història, i es mantindria vigent fins a 1814.
A Noruega, l'entrada de l'absolutisme marcà la pèrdua de les seves últimes institucions nacionals, i des de llavors el país quedà reduït al paper d'una província danesa amb títol de regne. L'educació superior estava restringida a les elits que podien pagar-se els estudis a Copenhaguen.

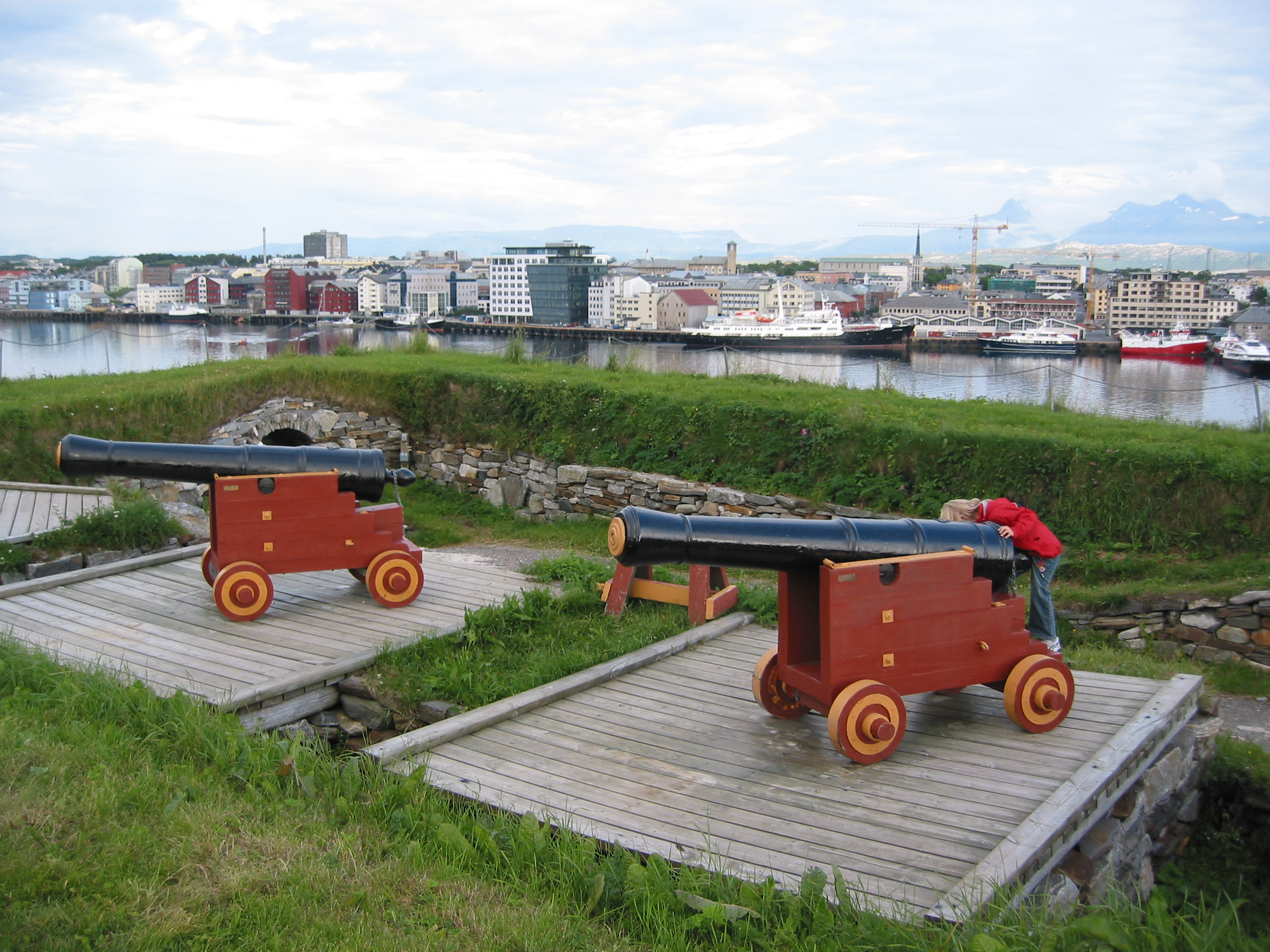
Petita fortificació a Bodø, construïda per repel·lir els atacs britànics durant les guerres napoleòniques

Lligada a les polítiques daneses, Noruega va patir fortes crisis econòmiques durant el segle xvii a causa de la dilapidació de recursos de l'estat en infructuoses guerres que tenien l'objectiu de recuperar els territoris perduts davant de Suècia. Durant la Guerra d'Escània (1675 - 1679), Noruega va servir de punt de partida per a una invasió cap a Suècia i en la Gran Guerra del Nord (1700 - 1721), en ser la part més dèbil de la unió, fou envaïda per l'exèrcit del rei Carles XII de Suècia en dues ocasions (1716 i 1718), però no va poder ser conquerida.
Després de les guerres, hi va haver una època d'un cert creixement econòmic, que fou el resultat del comerç i de l'explotació industrial dels recursos naturals noruecs, en especial de la fusta. L'època va coincidir amb l'aparició del nacionalisme noruec.
En les Guerres Napoleòniques, Dinamarca i Noruega es van mantenir com a aliades de França. Les activitats bèl·liques a Noruega foren marginals, i es van inscriure principalment en la sèrie d'escaramusses que el govern feu davant el Regne Unit en l'anomenada Guerra de les troneres. El desenllaç del conflicte seria, tanmateix, de gran transcendència en la història de Noruega. El 1814, la derrota de Napoleó Bonaparte va ser també la de Dinamarca-Noruega i el rei Frederic VI de Dinamarca signà el tractat de Kiel el 14 de gener d'aquell any, pel qual Noruega era cedida a Suècia. Islàndia, les Illes Fèroe i Groenlàndia, territoris fins llavors oficialment de Noruega, no es van incloure en el tractat i van romandre com a dominis danesos.

#### Ressorgiment nacionalista

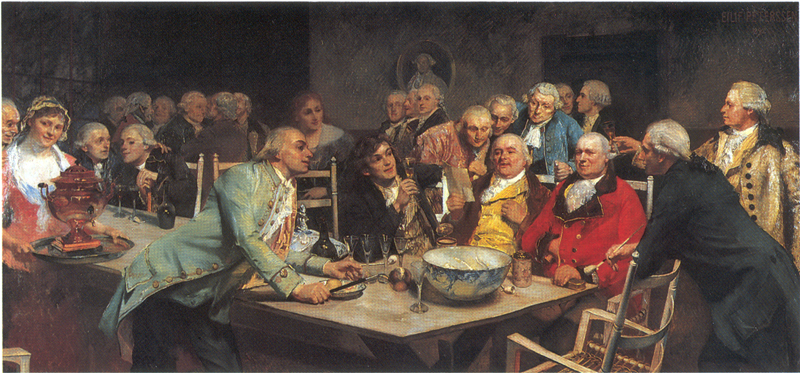
Una tarda en la Societat Noruega. Oli d'Eilif Petersen, de 1892

El primer moviment nacionalista de l'era moderna a Noruega començà en la segona meitat del segle xviii quan un grup d'estudiants noruecs de la Universitat de Copenhaguen es van aglutinar en l'anomenada Societat Noruega, un club literari que propugnava la fundació d'una universitat noruega. Amb el temps, la societat va incloure destacats professors, escriptors, poetes i teòlegs que van influir en la cultura noruega de l'època, fomentant el nacionalisme i la creació literària que rescatava les arrels populars. La societat es va dissoldre el 1811 amb la fundació de la Reial Universitat Fredericiana, actualment Universitat d'Oslo. Tanmateix, el nacionalisme es va enfortir durant les guerres napoleòniques per influència de la Revolució Francesa i la difusió dels ideals de la Il·lustració i el liberalisme.

## Noruega el 1814

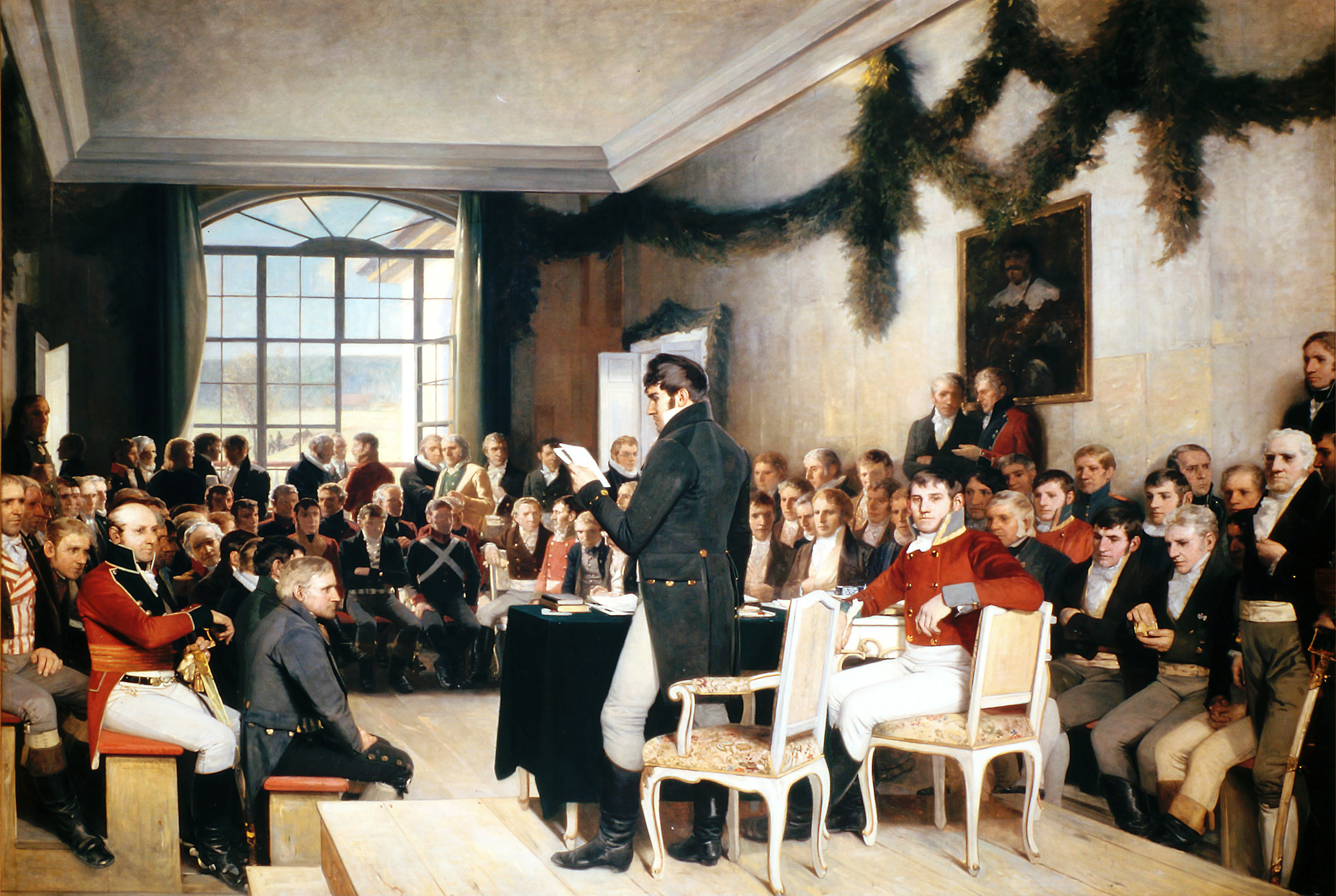
LAssemblea Nacional d'Eidsvoll, de 1814. Pintura d'Oscar Wergeland

Quan se signà el tractat de Kiel de 1814, era virrei de Noruega Cristià VIII de Dinamarca, príncep hereu de Dinamarca i Noruega i cosí del rei Frederic VI. Tant el príncep com l'statuder es van apropar políticament a l'elit noruega que desitjava la independència. A Eidsvoll es feu una assemblea constituent el 16 de maig de 1814, i el 17 de maig se signà la constitució noruega (que es manté en l'actualitat) basada en les idees de la Revolució Francesa, es declarà la independència i es nomenà Cristià Frederic com a monarca, el qual va fer la seva entrada triomfal a Cristiania el 22 de maig.
Però les pretensions de crear un estat independent van haver de ser abandonades per les reivindicacions de Suècia, que no estava disposada a abandonar allò que s'havia acordat en el tractat de Kiel. El 26 de juliol comença la Guerra sueco-noruega, que es va centrar en una campanya sueca al voltant de les ciutats de Frederikshald i Fredrikstad. El 14 d'agost de 1814 es va assolir un acord en l'anomenada convenció de Moss, que posà fi a la guerra. Segons les condicions del tractat de pau, Noruega va haver d'acceptar una unió personal amb Suècia (ja no la integració total); Cristià Frederic abdicà la corona, però es van mantenir el parlament noruec (Storting) i la Constitució, que hagué de passar per algunes esmenes que legalitzessin la unió amb Suècia. El 14 de novembre, l'Storting va elegir com a nou rei Carles XIII de Suècia.
Tot i que Noruega hauria d'esperar algunes dècades més per assolir la plena independència, el despertar patriòtic de 1814 i la redacció d'una constitució democràtica són la causa que aquell any sigui considerat com l'inici de la independència i que el 17 de maig, dia de la Constitució, se celebri com a Diada nacional.

## Unió amb Suècia

Bandera de Noruega (1844-1899) amb la marca de la unió

Les condicions d'unió amb Suècia establien que Noruega seria un regne amb les seves pròpies lleis i el seu parlament, però compartiria amb Suècia el mateix monarca i la mateixa política exterior, amb un ministre de relacions exteriors resident a Estocolm.
El rei era l'autoritat comuna en ambdós regnes, però en realitat tenia poca influència en el govern noruec, que estigué constituït des de 1814 fins a 1884 per una elit il·lustrada de juristes, militars i ministres religiosos que dominaven l'Storting, parlaven danès i les seves famílies formaven amb prou feines l'1% de la població. En aquella època, no hi havia partits polítics a Noruega.
El 1837 i 1838 es van crear els governs municipals, la qual cosa comportà un augment de poder polític per part del poble pla, en especial dels camperols. El 1838 el 44% dels alcaldes formaven part de la pagesia, però cap al 1856 el percentatge en va pujar al 65%.

### Industrialització

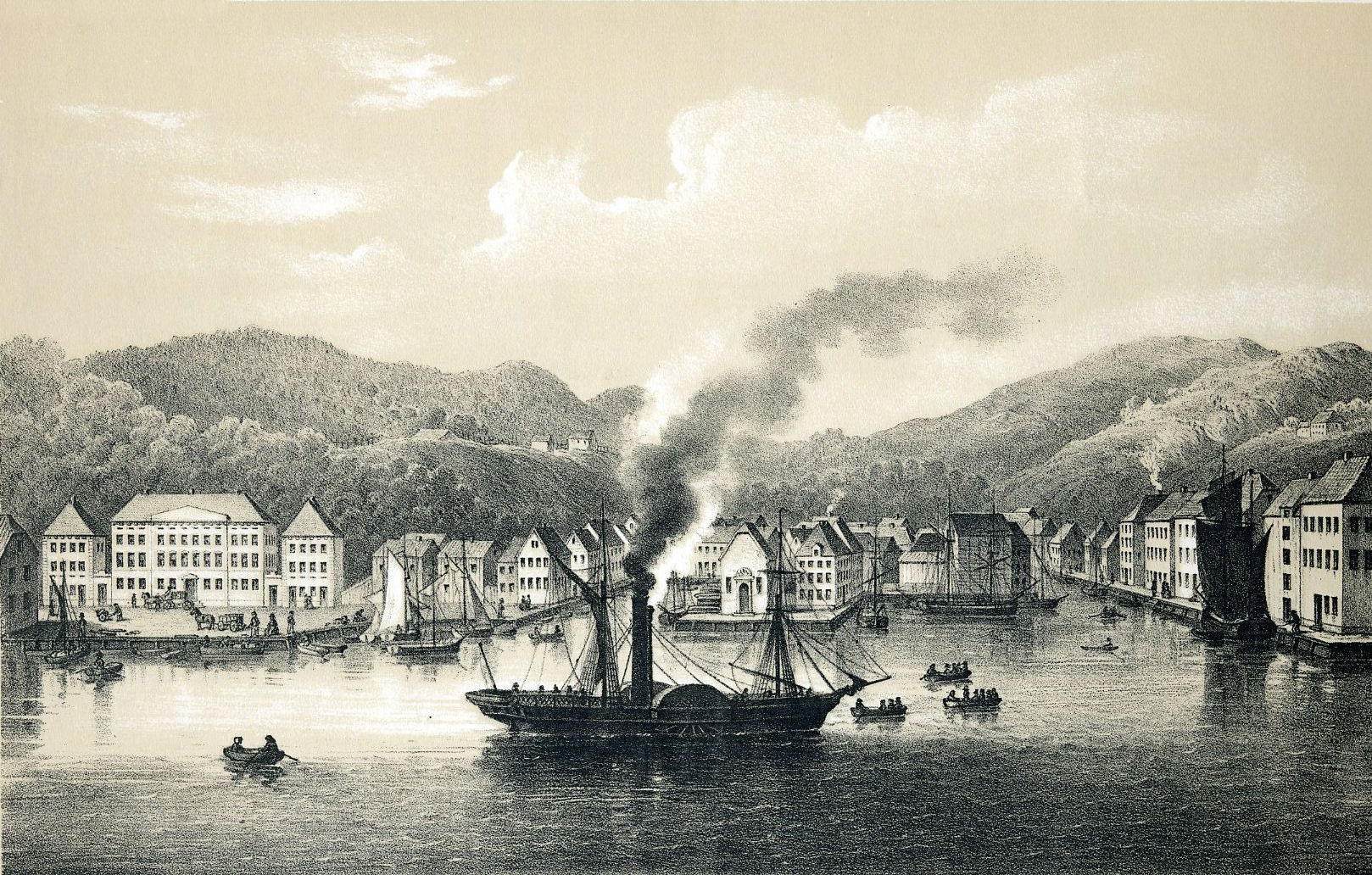
El Constitutionen, el primer vaixell de vapor a Noruega

El 1850, Noruega era principalment una societat preindustrial, i tres quartes parts de la població es dedicaven a activitats del sector primari, principalment a la pesca i a l'agricultura i es mantenia un estancament econòmic des de feia 150 anys. En els següents 50 anys, l'economia experimentà un canvi substancial que va transformar Noruega en un país industrialitzat.
L'augment de la població, la falta de treball en el camp i la manca de terres agrícoles motivà la migració en massa a les ciutats o a l'estranger. La primera gran onada d'emigració va consistir en més de 100.000 persones entre 1866 i 1873, principalment als Estats Units.
La industrialització, centrada en les ciutats portuàries, començà amb la importació de tècniques i maquinària del Regne Unit, i l'enviament d'estudiants a l'estranger per aprendre noves tecnologies. En l'impuls a la indústria fou fonamental la fundació del Banc de Noruega, l'establiment d'institucions de crèdit, els préstecs del govern en l'exterior, un sistema fiscal atractiu i el desenvolupament de les vies de comunicació. El ferrocarril feu la seva aparició al 1854 i vers el 1883 tenia 1.000 km de vies.
La flota mercant va ser la principal eina de les transaccions amb l'estranger. La indústria naviliera, impulsada per l'apogeu pesquer, l'aparició dels vaixells motoritzats i l'obertura de nous mercats, començà a créixer vigorosament cap a 1850 i el 1878 Noruega tenia la tercera flota més gran del món. Gairebé la tercera part dels vaixells eren armats al país.
Altres sectors bastant beneficiats en foren l'agricultura i la pesca, fonamentals en la història del país, a més de la fusta. L'agricultura, amenaçada per la competència dels cereals nord-americans, es mecanitzà i diversificà, donant-li un pes especial als productes carnis i als lactis. La pesca va contribuir de manera important a la cadena de producció, sobretot amb l'explotació de l'areng i la industrialització de productes secundaris (farina i oli de peix).
El 1870, l'economia de Noruega no estava gaire lluny de la d'altres estats europeus pròspers, i el seu PIB per capita era aproximadament igual al de Dinamarca i lleugerament per sota del de Suècia.

### Conflictes polítics i la introducció del parlamentarisme

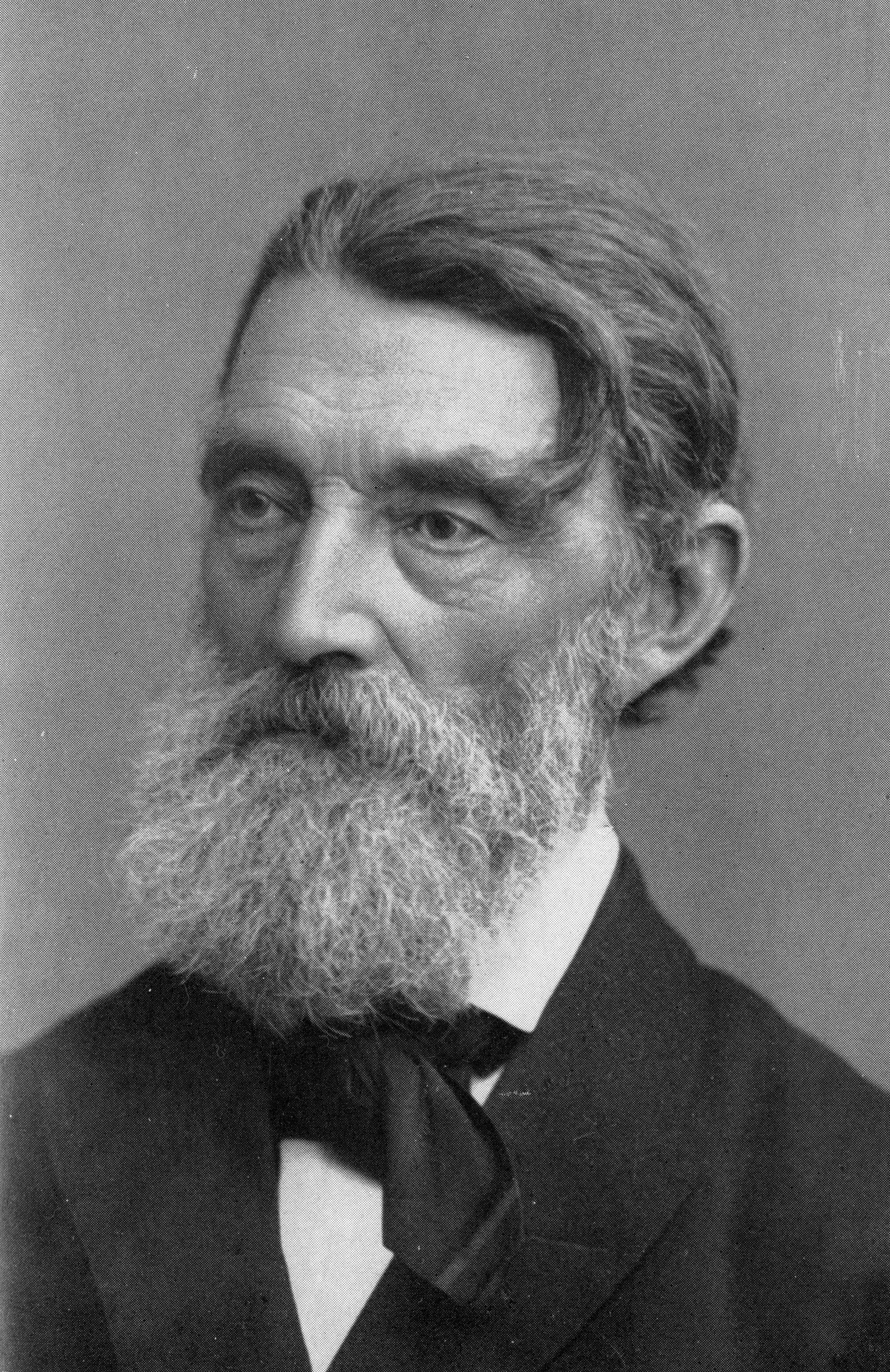
Johan Sverdrup, líder del Partit Liberal i considerat el pare del parlamentarisme noruec

Les condicions de la unió amb Suècia van ser qüestionades durant molt el temps. Mentre que els suecs volien establir un regne comú, els noruecs pugnaven per una independència total. El 1835 el consell d'estat noruec va poder participar i decidir sobre la política exterior dels dos regnes.
El rei Òscar I de Suècia aprovà el 1844 la proposta per a noves banderes i un nou escut d'armes comú per a la unió. Cada estat va obtenir una pròpia bandera per a la flota mercant i la marina de guerra, però amb una marca unionista al quadrant superior esquerre, una combinació de les banderes sueca i noruega.
A partir de 1860 les relacions entre ambdós estats es van tensar, quan Noruega va enfortir la seva posició sobre la seva autodeterminació.
Entre 1859 i 1860 Noruega i Suècia protagonitzaren un conflicte arran de la presència a Noruega d'un ståthållare suec que representava el rei en la seva absència i que era un càrrec públic que els noruecs consideraven símbol de la supremacia sueca en la unió. El conflicte començà quan Carles XV de Suècia, rei de nou nomenat, faltà a la seva promesa d'abolir aquest càrrec, que acabaria desapareixent el 1873, al mateix temps que el cap de govern de Noruega va adquirir el títol de primer ministre.
El 1872, l'Storting va prendre la decisió de permetre al consell d'estat noruec participar en les negociacions parlamentàries, però l'aprovació fou vetada pel rei Òscar II de Suècia. El parlament qüestionà el dret a vet del rei en qüestions constitucionals i el 1884 va decidir abolir tal dret, cosa que va significar un avenç de la política noruega cap al parlamentarisme, que establia que cap autoritat no estava per sobre de l'Storting.
El parlamentarisme es va mantenir com a convenció constitucional fins al 2007, any en què es va incloure en la Constitució. L'elit il·lustrada, oposada al parlamentarisme, formà el 1884 el Partit Conservador (Høyre, literalment 'Dreta'), que s'inclinava per mantenir privilegis, mentre que els seus rivals van constituir el mateix any el Partit Liberal, una aliança denominada Venstre ('Esquerra'), d'actitud radical i malgrat el seu nom, centrista.
Un nou tema de controvèrsia amb Suècia fou la qüestió de la bandera, en la qual Noruega va defensar el seu dret a tenir una ensenya pròpia, sense la marca unionista. L'Storting aprovà aquesta proposta el 1898, en contra de la decisió del rei de mantenir la bandera tal com era abans. Finalment, el rei va sancionar la iniciativa el 1899, la qual cosa va generar una enèrgica resposta del sector conservador suec.

### Dissolució de la unió sueconoruega

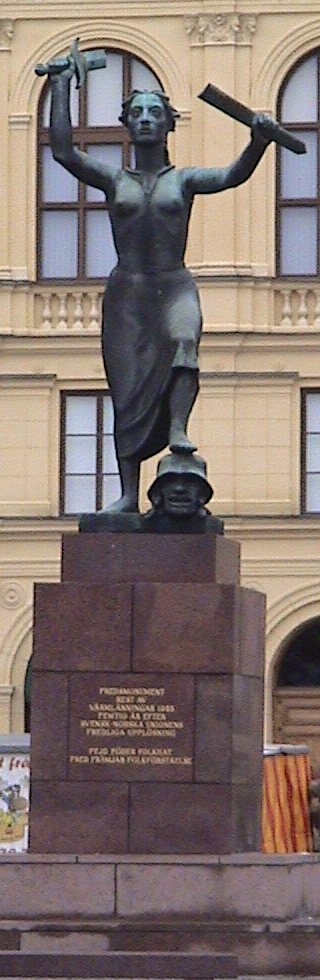
Estàtua a Karlstad, Suècia, que commemora la separació pacífica de Suècia i Noruega el 1905

A finals del segle xix, ambdós estats seguien un desenvolupament independent, alhora que l'economia de Noruega creixia de manera important. Per això, la unió es debilità de manera que allò normal era esperar la dissolució. La causa formal d'aquesta seria l'anomenat "conflicte dels consolats", que no fou altra cosa que la lluita de Noruega per tenir plena igualtat amb Suècia. Fins llavors, els cònsols suecs es mantenien a l'estranger com a representants d'ambdós estats, però a finals del segle xix Noruega va voler fer valdre el seu dret de tenir la seva pròpia representació.

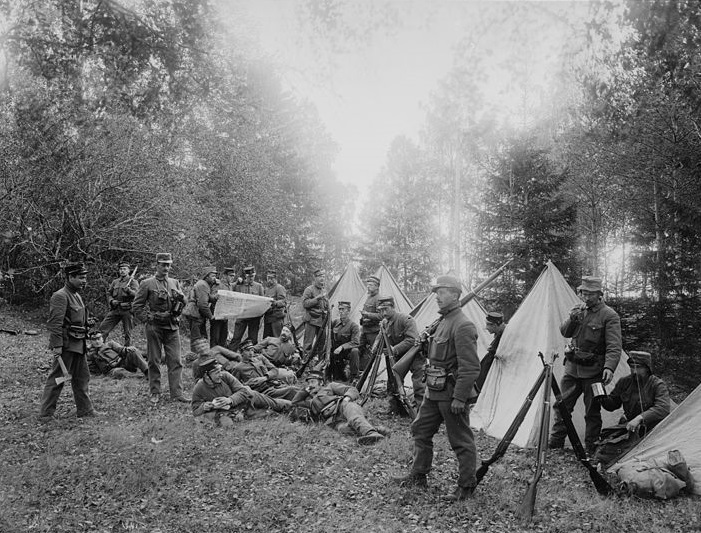
Soldats noruecs vigilant la frontera amb Suècia el 1905

L'Storting aprovà la creació de cònsols independents, però el rei es negà a sancionar la llei. Després de diversos estira-i-arronses amb el monarca, el parlament declarà que el poder del rei "havia deixat de ser funcional" i per tant, proclamà unilateralment la dissolució de la unió el 7 de juny de 1905. El 13 d'agost del mateix any es realitzà un plebiscit a Noruega, en el qual la població, per 368.208 vots a favor i 184 en contra, se'n va inclinar per la dissolució.
L'actitud unilateral dels noruecs provocà serioses tensions entre ambdós estats i mobilitzacions militars en ambdós costats de la frontera. Finalment, després d'acalorades negociacions a la ciutat sueca de Karlstad durant l'agost i l'octubre de 1905, en què participaren representants dels dos governs, es va decidir una dissolució pacífica de la unió, amb consens de les dues parts sobre les seves condicions. La dissolució es va concretar oficialment el 26 d'octubre de 1905, amb la renúncia del rei Òscar II als seus drets dinàstics sobre el tron noruec.

## Noruega de nou independent

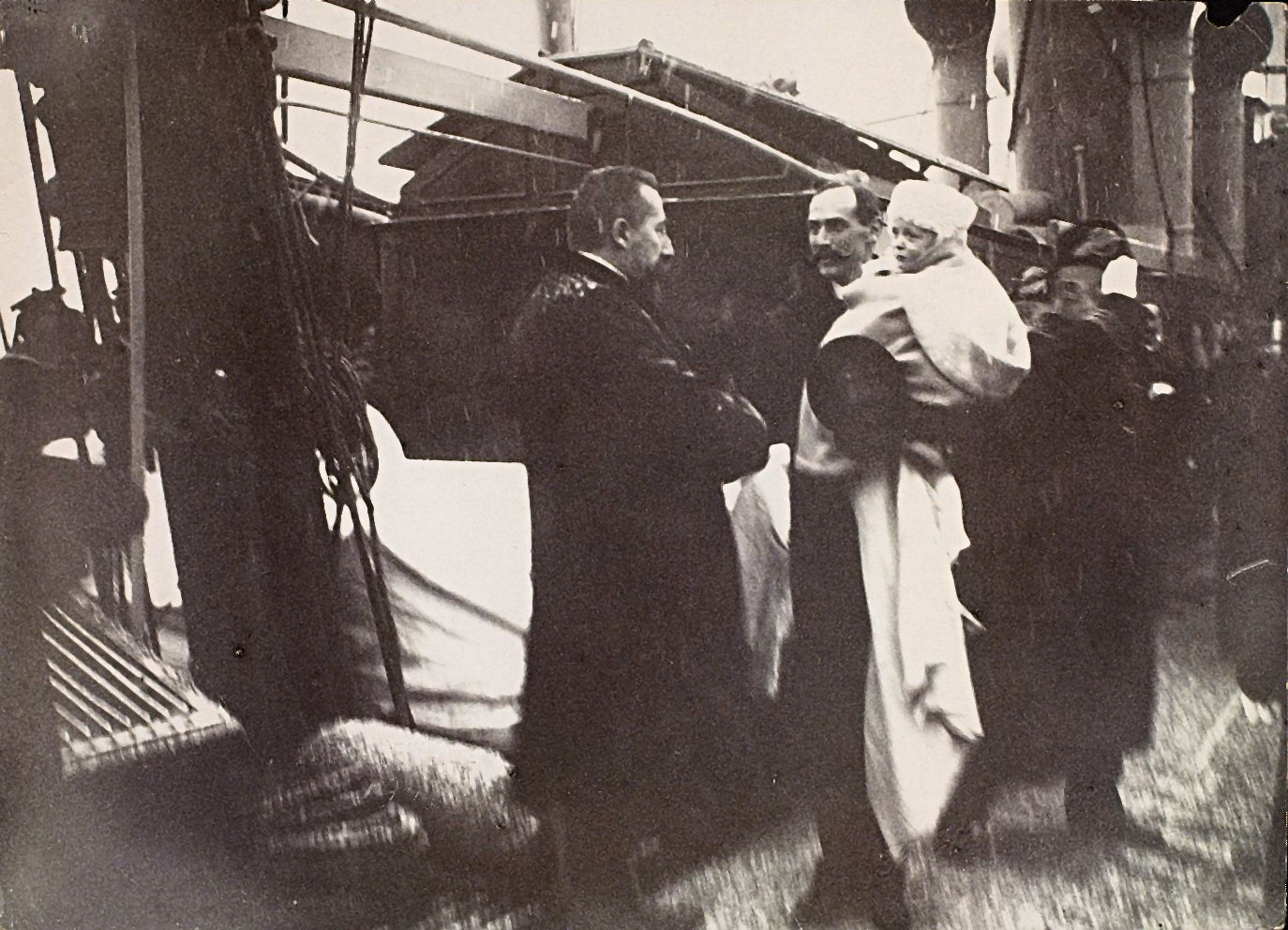
El rei Haakon VII de Noruega, amb el príncep Olaf al braç, és rebut a Noruega pel primer ministre Christian Michelsen, el 25 de novembre de 1905

La renúncia del rei Òscar II incloïa també la dels seus fills, fet pel qual l'Storting abandonà l'oferta de la corona al príncep Carles de Suècia i es va decidir per l'elecció del príncep Carles de Dinamarca, fill segon del llavors príncep hereu Frederic de Dinamarca. El príncep danès demostrà el seu tarannà liberal en deixar clar que només acceptaria el tron si la majoria del poble noruec s'inclinava per la seva candidatura.
Els dies 12 i 13 de novembre de 1905 s'organitzà el segon plebiscit al país en només tres mesos. Un 79% de la població votà per una monarquia parlamentària. El 18 de novembre, l'Storting torna a oferir la corona al príncep Carles de Dinamarca, que l'acceptà aquell mateix dia. El nou rei va prendre el nom d'Haakon VII de Noruega i arribà a Cristiania el 25 de novembre al costat de la seva família, per ser investit formalment el dia 27 del mateix mes.
Els primers anys de vida independent de Noruega, fins a l'esclat de la Primera Guerra Mundial, van estar marcats pel ràpid creixement econòmic, basat en la inversió en el sector industrial, afavorit al seu torn per la instal·lació d'importants centrals hidroelèctriques. La possessió de 75% de les centrals hidroelèctriques i del 80% de la indústria química en mans estrangeres inicià un debat parlamentari que ocasionaria la redacció de lleis que limitaven les concessions a estrangers en qüestions relatives a l'aigua i les mines. Una conseqüència de la industrialització fou l'augment de la classe proletària i el creixement del Partit Laborista. El 1913 les dones van obtenir el dret al sufragi.
Amb l'objecte de conservar la independència política, l'estat va mantenir una actitud neutral en assumptes exteriors, i no tingué una política exterior pròpia a fi de no involucrar-se en conflictes internacionals. No fou fins al 1911, durant la segona crisi del Marroc, que els comandaments militars alertaren sobre la necessitat de destinar més recursos a la defensa.
El 14 de desembre de 1911, l'expedició Amundsen encapçalada per Roald Amundsen, es va convertir en la primera a arribar al pol Sud.

## Primera Guerra mundial

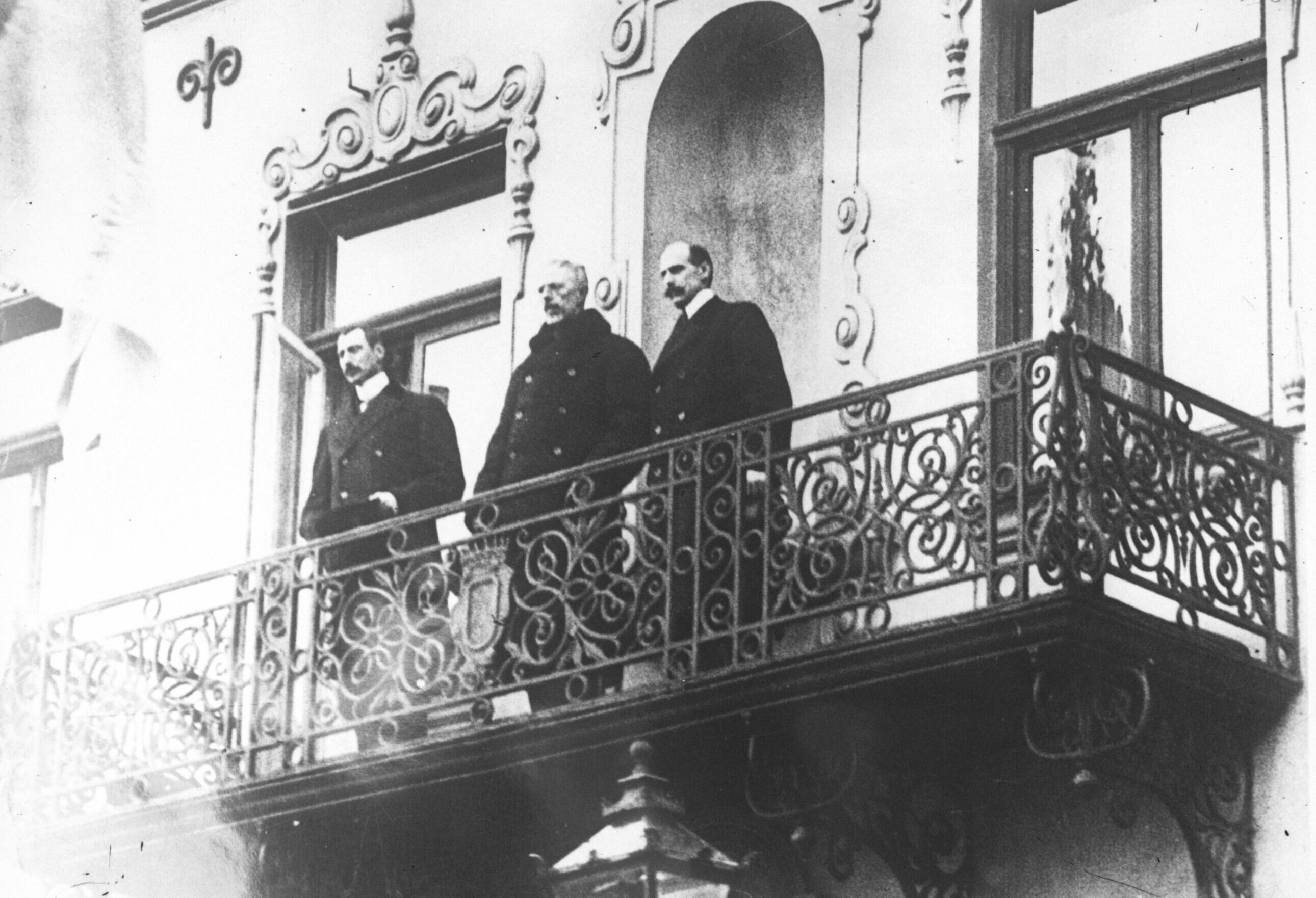
Trobada dels tres reis escandinaus a Malmö, el 1914, durant la celebració de l'acord de neutralitat. D'esquerra a dreta, Cristià IX de Dinamarca, Gustau V de Suècia i Haakon VII de Noruega

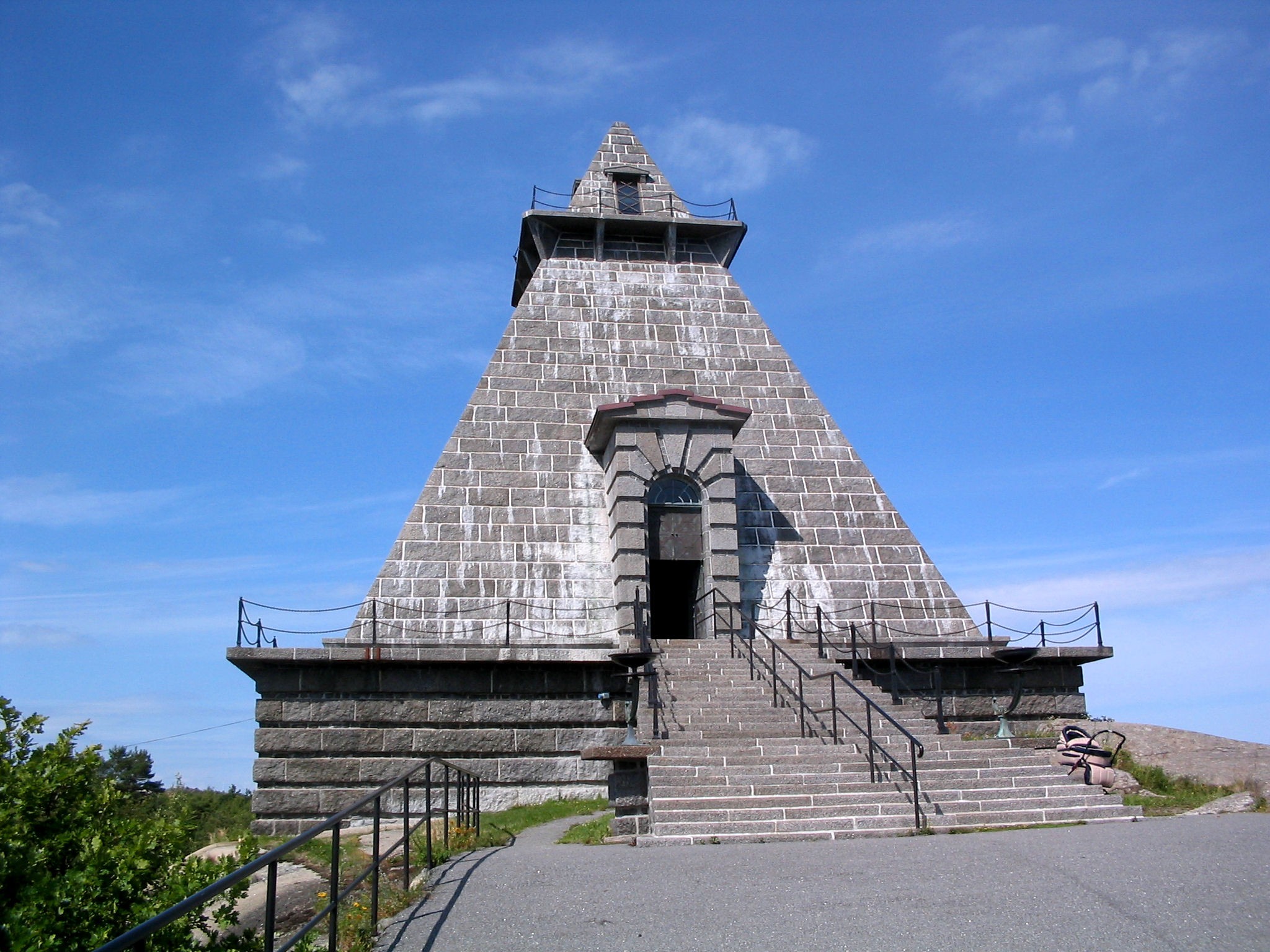
Monument als marins noruecs caiguts en la Primera Guerra mundial

Malgrat l'optimisme del govern noruec respecte a la imminent guerra a Europa, tan sols tres dies després de l'esclat de la Primera Guerra Mundial les borses de valors van patir una forta sotragada i el preu dels cereals es disparà. Noruega i Suècia van pactar una declaració conjunta de neutralitat el 8 d'agost de 1914, a la qual se sumà Dinamarca el desembre d'aquell mateix any.
El pànic financer va conduir el govern liberal de Gunnar Knudsen a enfortir el poder de l'estat, intervenint en diverses àrees abans reservades al sector privat. Per assegurar l'estabilitat de les finances, es van aconseguir obtenir dos costosos préstecs del Regne Unit i dels Estats Units; es va prohibir l'exportació de certs productes estratègics, als quals se'ls fixà un límit en el preu; es va fer obligatori l'assegurament de la flota comercial; es va combatre l'acaparament, hi va haver polítiques de racionament i es va restringir l'horari d'obertura de les botigues.
La neutralitat de Noruega es mantingué en suspens per les pressions del Regne Unit i d'Alemanya, ambdós importants socis comercials de Noruega, i per la seva dependència de la importació de matèries primeres. Els governs britànic i alemany van sostenir activitats d'espionatge en territori noruec. Encara que el govern de Noruega mai no renuncià a la seva actitud oficial de neutralitat, acabà per cedir a les pressions britàniques, després d'avaluar que el comerç amb les potències occidentals era prioritari que el que tenia amb els imperis centrals. Noruega deixà d'exportar peix a Alemanya el 1916 i a començaments de 1917 sofre i coure; això últim després que el Regne Unit, en represàlia a les transaccions comercials germanico-noruegues, havia prohibit la venda de carbó a Noruega. Les empreses privades noruegues, per la seva part, negociaren de manera independent amb el govern britànic la importació de matèries primeres a canvi de suspendre les relacions comercials amb Alemanya. Tot això tensà les relacions diplomàtiques entre Noruega i Alemanya.
Al llarg de tota la guerra, la flota comercial noruega va registrar pèrdues; al principi per "danys col·laterals", però a partir de 1915 a causa del bloqueig alemany contra el mar del Nord i en represàlia pels acords noruego-britànics, per atac directe de la marina alemanya. Els submarins alemanys atacaven indiscriminadament els vaixells que trobessin en la ruta entre Noruega, les Illes Fèroe i la Gran Bretanya. La guerra costà la vida a 1.162 noruecs, altres 943 van desaparèixer i prop de 800 vaixells van ser enfonsats.

### Augment de la desigualtat social
Malgrat les pèrdues, el sector navilier noruec experimentà un apogeu a causa de l'elevat cost del transport i la demanda mundial de mercaderies. Hi va haver molta especulació que disparà les accions de les societats anònimes navilieres. La indústria, protegida pel govern, va tenir també un creixement meteòric durant la guerra. Per contrapart, la classe treballadora va patir els alts preus dels productes bàsics i el racionament, mentre els salaris romanien congelats. L'anterior va conduir a una polarització tant política com econòmica en la societat. Per això, s'iniciaren protestes obreres, com les grans manifestacions a Cristiania de 1917 i 1918. Amb la revolució de febrer i la d'octubre a Rússia el 1917, molts treballadors noruecs van adoptar actituds radicals.
El govern liberal es va mantenir en el poder durant tota la guerra, i va rebutjar totes les propostes d'un govern de coalició. L'elecció de 1915 va ratificar el domini del Partit Liberal en l'Storting.

## Període d'entreguerres
En el període entre la Primera i la Segona Guerra mundial, Noruega va estar marcada per les lluites obreres i el creixement de l'esquerra, així com per la Gran Depressió, que afectà de manera significativa l'economia i les classes treballadores. En aquesta època, el govern noruec va obtenir la sobirania sobre Svalbard (1920), la remota illa Bouvet (1927), i Jan Mayen (1930). Tanmateix, no va tenir èxit en l'ocupació d'una porció de Groenlàndia oriental (Terra d'Eric el Roig). Des de 1929, Noruega manté la seva reivindicació sobre l'illa Pere I i des de 1939 sobre la Terra de la Reina Maud, ambdós territoris a l'Antàrtida, sense que tingui reconeixement internacional.

### Polarització política
El Partit Liberal (Venstre), que es va mantenir fins a 1915 amb la majoria absoluta en l'Storting, es debilità mentre que el moviment obrer i el seu principal braç polític, el Partit Laborista, s'enfortien. En els anys següents es van intercalar governs liberals i dretans, però els liberals van perdre suport entre la classe obrera, que va considerar insuficients les mesures del govern per pal·liar la crisi durant la guerra, i entre la pagesia, que s'escindí dels liberals el 1920 per formar el seu propi partit.
El sector radical dominà el Partit Laborista el 1918; aquest entrà en la Internacional Comunista (Komintern) i, recolzat en l'èxit de la Revolució russa, advocà per la instauració del socialisme a Noruega. La seva desvinculació del Komintern el 1923 en provocà l'escissió d'un dels sectors més radicals, que van formar el Partit Comunista de Noruega. Amb tot, el PL va mantenir actituds revolucionàries que van provocar rebuig entre les dretes i els liberals, però un important suport de les bases populars el portà a convertir-se en el principal partit de l'Storting. Els seus adversaris van tractar d'evitar que el PL formés govern. Tanmateix, el rei, després de la seva declaració de «també soc rei dels comunistes», encomanà el 1927 la formació del primer govern laborista, amb la designació de Christopher Hornsrud com a primer ministre. El govern de Hornsrud només va poder durar tres setmanes i el seu fracàs comportà un notable retrocés per al seu partit en les eleccions parlamentàries de 1930.
La consolidació de les forces polítiques d'esquerra, el creixement del feixisme a Itàlia i Alemanya, el fantasma del comunisme, així com les interpretacions sobre el paper de la religió en la política, van encoratjar també la divisió als sectors conservadors. Es fundaren diverses organitzacions extremistes en l'època d'entreguerres; l'última en fou Nasjonal Samling (Unió Nacional), fortament inspirada en el nacionalsocialisme alemany. Entre els liberals, la creació del Partit Democratacristià el 1933 va representar-ne una nova escissió.

### La Gran Depressió
La crisi de 1929 deixà sentir els seus efectes a Noruega a partir de 1931, i la taxa de desocupació arribà a assolir el 30-40%. La misèria entre els obrers va provocar seriosos conflictes socials, i el sector camperol lluità per la defensa dels seus preus davant la competència exterior.
Amb el fracàs del govern davant la crisi es formà una aliança política entre el Partit Laborista i l'Agrarista, coneguda com «l'Acord de la Crisi» (Kriseforliket). Els laboristes, que després d'una revisió de la seva plataforma política s'havien inclinat cap a la socialdemocràcia, van poder formar govern el 1935, amb Johan Nygaardsvold com a primer ministre. La crisi perduraria fins a l'inici de la Segona Guerra Mundial, però el govern introduí importants mesures per combatre-la, com l'impost per volum de vendes, la protecció dels productes agropecuaris nacionals, el foment a la indústria, l'enfortiment del mercat intern i l'augment en despesa social. La política econòmica, que tornà molt popular el govern de Nygaardsvold, es basava en les propostes d'economistes d'esquerra, que s'inspiraren en el New Deal de Roosevelt i en els reeixits plans de creixement de la Unió Soviètica.

## Segona Guerra mundial

### La invasió nazi

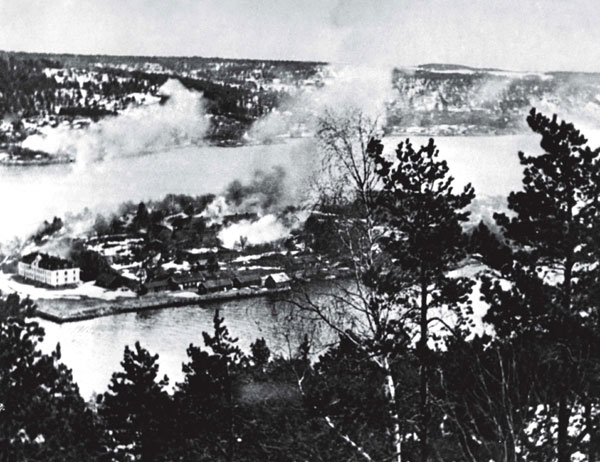
La fortalesa d'Oscarsborg, al fiord d'Oslo, és atacada per la Luftwaffe, el 9 d'abril de 1940

Quan va esclatar la Segona Guerra Mundial el setembre de 1939, Noruega va decidir mantenir-se neutral, però la seva estratègica posició, les seves riques mines de ferro i la seva debilitat per defensar-se la van convertir en un territori interessant tant per al Regne Unit com per a Alemanya. Assabentada de la pressió que el govern britànic exercia sobre Noruega perquè aquesta entrés en la guerra del costat aliat, Alemanya va decidir envair-la en el marc de l'operació Weserübung, que es va iniciar el 3 d'abril de 1940 amb la sortida de vaixells de guerra alemanys cap a Dinamarca i Noruega. El 8 d'abril, els vaixells alemanys entraven al fiord d'Oslo.
La invasió alemanya fou ràpida, si bé l'artilleria noruega va poder enfonsar un vaixell alemany des de la fortalesa d'Oscarsborg, amb la qual cosa retardà la conquesta del país per algunes setmanes. Durant la guerra, les localitats de Namsos, Steinkjer, Elverum, Motlle, Kristiansund, Bodø i Narvik van ser destruïdes per complet. El 10 de juny de 1940 capitulà l'exèrcit noruec a Trondheim. El rei Haakon VII, que havia conduït un govern itinerant durant la guerra que el portà fins a Tromsø, es negà a reconèixer la capitulació i abandonà l'estat el 7 de juny amb rumb a Londres, quan l'armada britànica retirà les seves unitats de suport a les costes del nord de Noruega.

### Ocupació

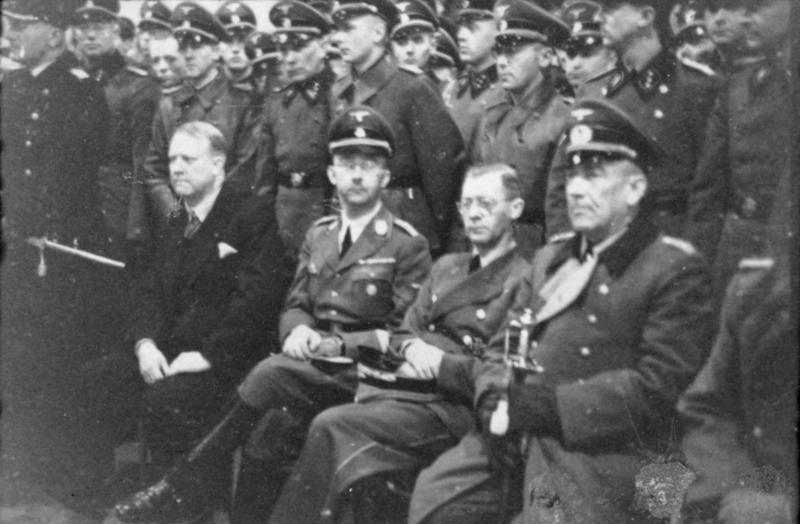
Heinrich Himmler de visita a Noruega el 1941. Al costat de Vidkun Quisling, Josef Terboven i Nikolaus Von Falkenhorst.

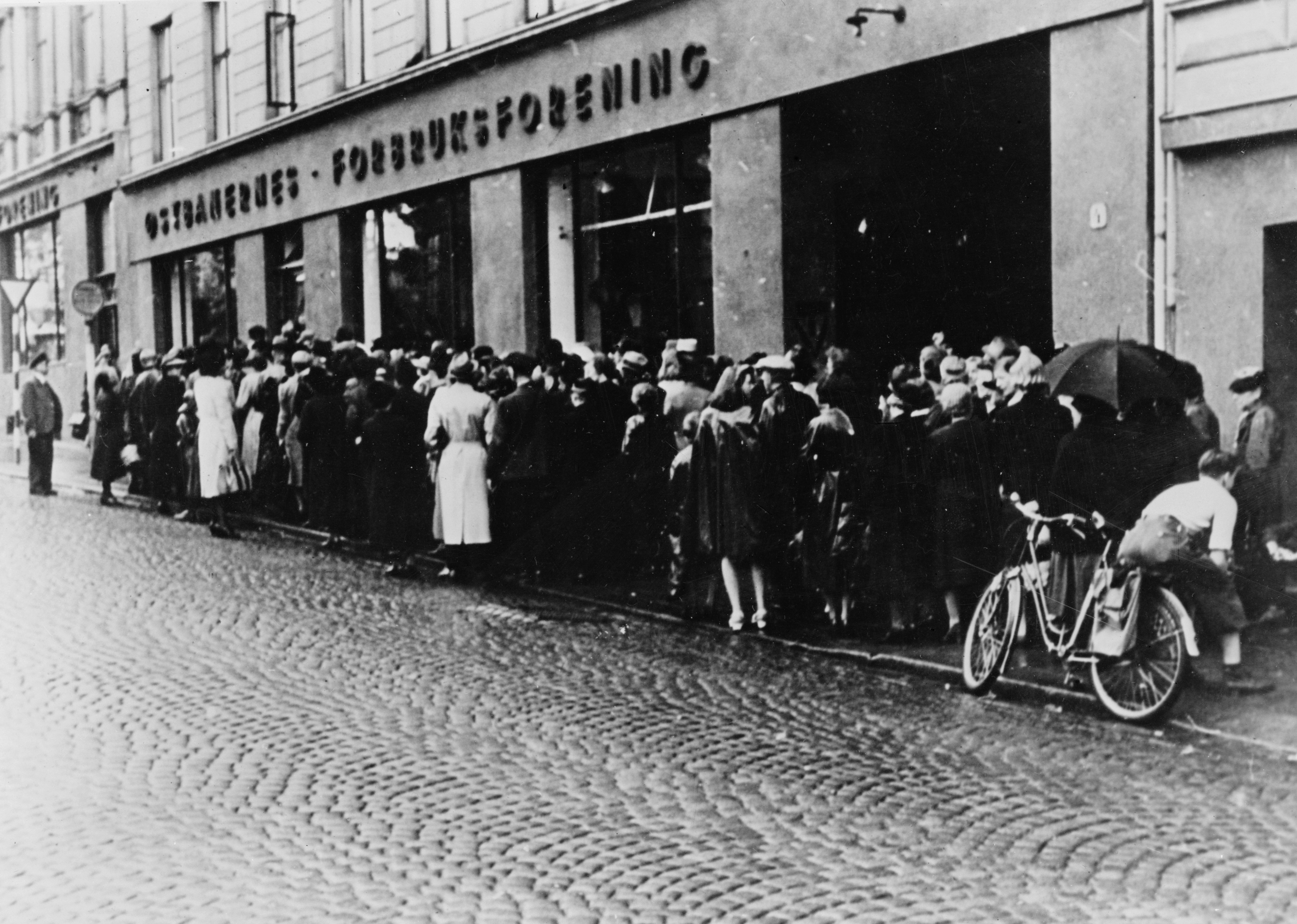
La manca d'aliments fou una constant durant l'ocupació nazi. En la imatge, una llarga fila en una botiga d'aliments a Oslo, el 1942

Alemanya va mantenir una força d'ocupació que va assolir els 400.000 soldats, a causa de la preocupació de Hitler per una possible invasió aliada a Noruega. En aquest context, es van erigir nombrosos forts al llarg de la costa. El nord de Noruega, d'altra banda, fou escenari de violents bombardejos soviètics, en el curs de la guerra que sostenia l'URSS contra Finlàndia i Alemanya. Davant de la possibilitat d'una incursió soviètica a Finnmark i Troms, els alemanys van practicar la tàctica de terra cremada, i van devastar zones rurals d'aquestes províncies.
Abans que concloguessin les operacions militars, la Cort Suprema de Noruega designà un consell d'administració el 15 d'abril de 1940, que s'encarregaria del govern de les zones ocupades per l'exèrcit alemany, però el 24 d'abril de 1940 Alemanya nomenà Josef Terboven Reichkomissar, que seria en la pràctica la principal autoritat civil a Noruega. Terboven intentà negociar amb el govern legítim de Noruega perquè aquest es mantingués a les ordres del Tercer Reich. El rei rebutjà la capitulació i Terboven declarà, el 25 de novembre de 1940, la deposició del rei i del govern de Nygaardsvold, la dissolució del consell d'administració i la il·legalització de tots els partits polítics, a excepció del feixista Nasjonal Samling. L'1 de febrer de 1942, Terboven designà Vidkun Quisling, líder de Nasjonal Samling, ministre president. Amb aquesta designació, Terboven pretenia fer creure que la sobirania requeia en els noruecs, però el Reichkomissar es va mantenir com la màxima autoritat.
Durant l'ocupació per l'Alemanya Nazi, Noruega va estar regida per una dictadura. Si bé la violència no va tenir la magnitud de l'ocupació a l'Europa de l'Est, va aparèixer la censura, hi va haver embargament d'aparells de ràdio, amenaces, detencions i algunes execucions d'opositors (les més sonades, les dels pobles de Televag i Arnoy). En perdre Noruega els seus socis comercials, hi va haver manca i racionament d'aliments.
Es van dictar lleis antijueves que van implicar el fustigament d'aquesta comunitat i la deportació de 767 d'ells a camps d'extermini alemanys. A més hi va haver aproximadament 44.000 presos noruecs en presons i camps de concentració, dels quals uns 8.000 van ser deportats a Alemanya i Polònia (el major nombre, uns 2.700, al camp d'extermini de Sachsenhausen.
A Noruega van arribar més de 80.000 presoners de guerra; la majoria, uns 75.000, procedents de la Unió Soviètica i la resta principalment polonesos i serbis. Sota condicions inhumanes, van ser utilitzats com a mà d'obra en la construcció de defenses costaneres i de camps d'extermini.
Uns 15.000 soldats noruecs van participar en el front oriental al servei d'Alemanya, a Finlàndia i a la Unió Soviètica. Serien coneguts com a Frontkjemper (combatents del front).

### Resistència
El moviment de resistència va estar encapçalat pel govern legítim de Noruega, el rei Haakon VII i el primer ministre Nygaardsvold, que van establir un govern en l'exili amb seu a Londres. Dins de Noruega, hi va haver un petit moviment de resistència que va consistir en sabotatges i guerrilla de baixa intensitat, i que va tenir una de les seves principals victòries en la batalla de l'aigua pesant.
Al costat del govern sortí del país un petit nombre de forces militars, que al final de la guerra assolia un nombre aproximat de 28.000 efectius, que incloïa membres de la marina, l'exèrcit i la força aèria i que combatria en el bàndol aliat. Les seves bases d'operacions foren principalment al Regne Unit i el Canadà.

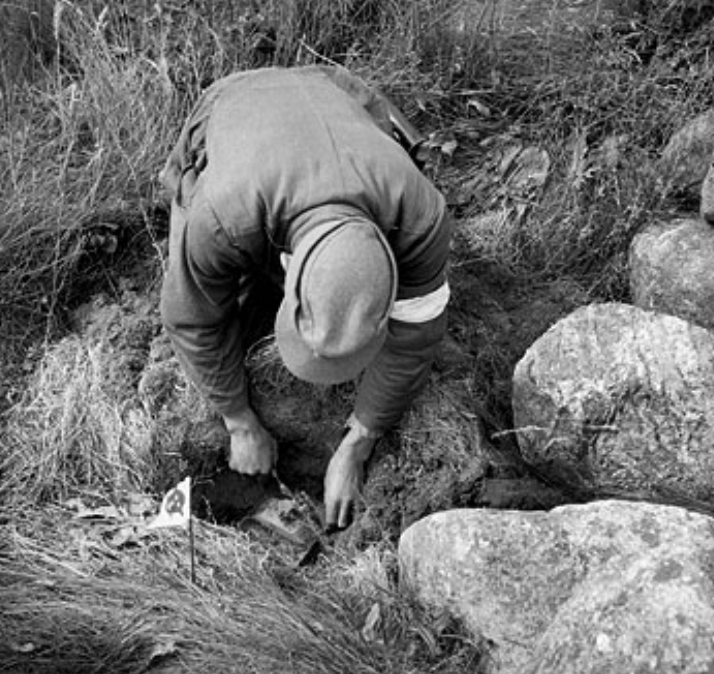
Un soldat alemany desactiva una mina antipersona a la rodalia deStavanger. Aquesta activitat causà la mort a desenes de presoners de guerra

### Alliberament i purgues
Després de la capitulació d'Alemanya el 7 de maig de 1945, va procedir l'alliberament de Noruega per les forces aliades, el desmantellament del govern nazi, la captura dels seus membres i el desarmament i consignació dels diversos milers de soldats alemanys.
Amb l'alliberament, van succeir-hi una sèrie d'esdeveniments polèmics que van consistir en una purga política contra els que es van considerar "traïdors a la pàtria". Pels càrrecs de traïció i crims de guerra, fou declarada excepcionalment legal la pena capital, prohibida per la Constitució. Van ser executats 25 noruecs i 12 militars alemanys, i diversos milers de ciutadans noruecs foren empresonats sota el càrrec de col·laboracionisme amb els nazis. Entre els casos més controvertits hi va haver les detencions d'infermers noruecs que van treballar per a la Creu Roja alemanya i la reclusió d'entre 3.000 i 5.000 dones que van sostenir alguna relació sentimental amb soldats alemanys; tant elles com els seus fills serien objecte de vexacions i discriminacions. Els presoners alemanys foren sotmesos a tractes inhumans, contravenint el que es preveu en la Convenció de Ginebra.

## Socialdemocràcia i intervencionisme estatal

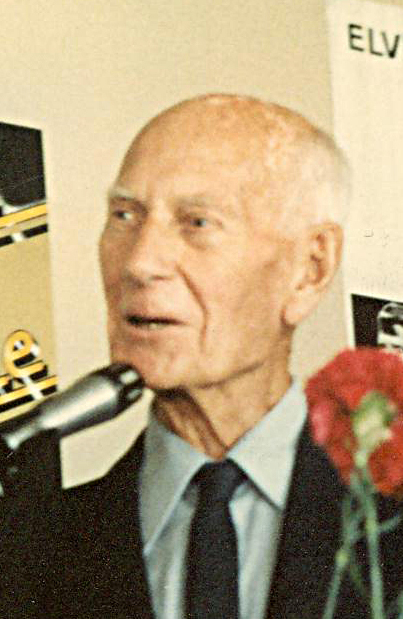
Einar Gerhardsen

Poc després d'haver tornat de l'exili, el govern de coalició de Nygaardsvold presentà la seva dimissió el 26 de juny de 1945. Es van convocar eleccions generals l'octubre d'aquell mateix any, en les quals va obtenir una victòria contundent el Partit Laborista. El nou govern de majoria estava encapçalat per Einar Gerhardsen, un socialdemòcrata excomunista que romandria 17 anys en el càrrec. Durant el seu mandat, Noruega abandonà la seva tradicional política de neutralitat, fou membre fundador de l'Organització de les Nacions Unides (ONU) el 1946 i, després del cop de Praga, s'alineà amb el bloc occidental. En aquest context, va rebre ajuda economica del Pla Marshall (1948), s'integrà enl'Organització del Tractat de l'Atlàntic Nord (OTAN) i en l'Associació Europea de Lliure Comerç (AELC). Es van instituir importants conquestes socials que van convertir Noruega en un referent de l'estat del benestar al món. Es va reduir significativament la pobresa i la desocupació, s'impulsà la indústria i es va mantenir una relació de cordialitat amb els partits opositors. La política econòmica -que va impulsar el creixement accelerat de l'economia noruega- fou eclèctica, ja que va tenir aspectes d'una economia centralitzada de base socialista (regulació del comerç, de la indústria i dels bancs, control de preus), però la pressió dels partits burgesos i dels Estats Units van influir en la permanència d'una economia de mercat.
La popularitat del govern de Gerhardsen feu que el Partit Laborista es mantingués amb majoria absoluta a l'Storting després de les eleccions de 1949, 1953 i 1957. El domini laborista va continuar fins al 1961, any d'eleccions legislatives en les quals va perdre la majoria absoluta. Des de llavors fins a l'actualitat, s'han format governs minoritaris, la majoria de curta durada.
El rei Haakon VII va morir el 1957; el va succeir el seu únic fill, Olaf V de Noruega, que assoliria nivells d'acceptació molt elevats.

## Governs de minories
El 1963 va dimitir Einar Gerhardsen a causa d'una moció de censura de l'oposició que va tenir el seu origen en un accident miner a Svalbard, però després d'un brevíssim govern de coalició conservadora va tornar el setembre d'aquell mateix any. Aquest, el quart govern de Gerhardsen, destacà per la seva actitud a favor de l'entrada de Noruega al Mercat Comú Europeu.

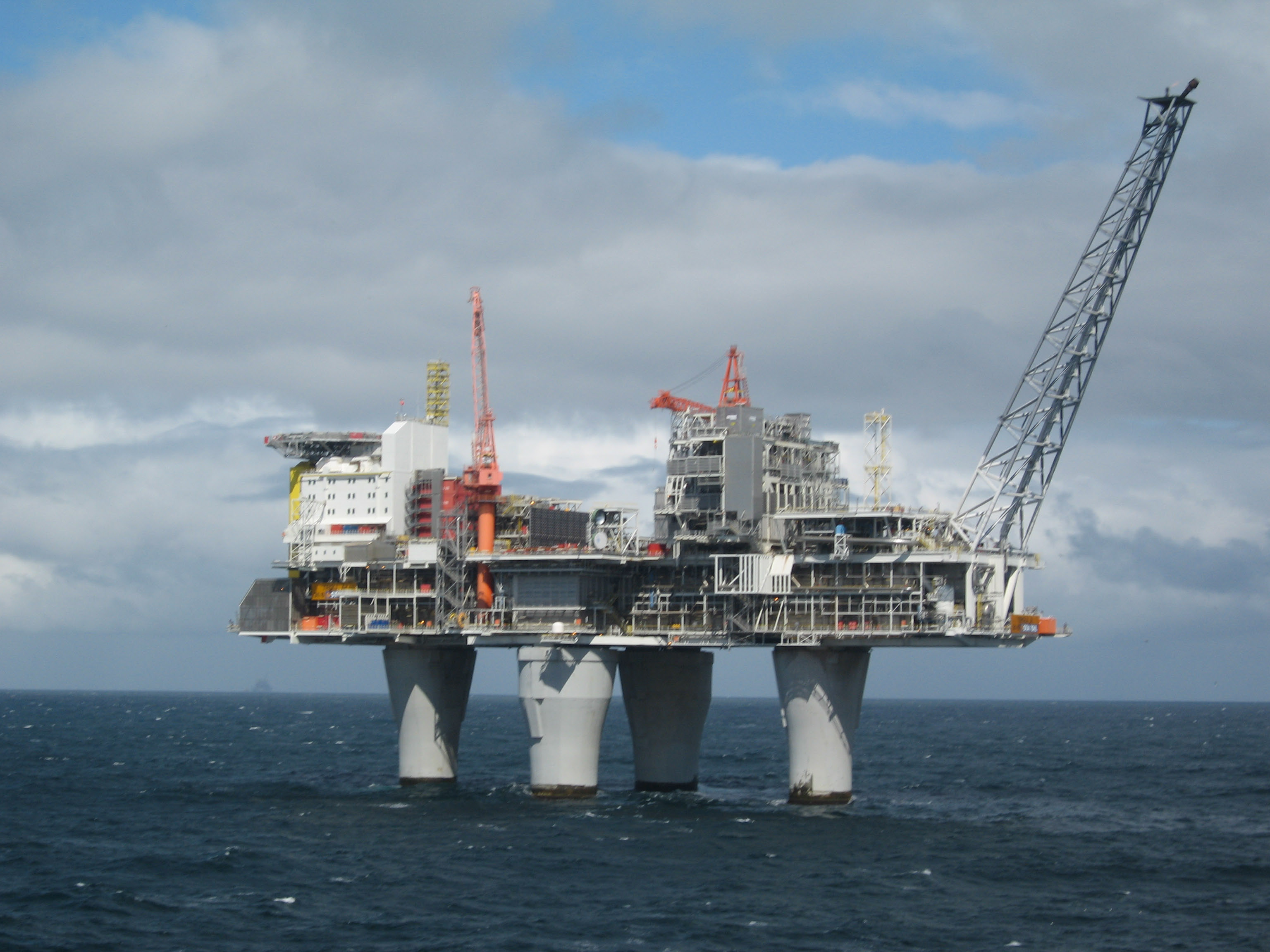
Plataforma petroliera noruega al mar del Nord. Des de la dècada de 1970, el petroli ha aportat un percentatge significatiu de riquesa al país

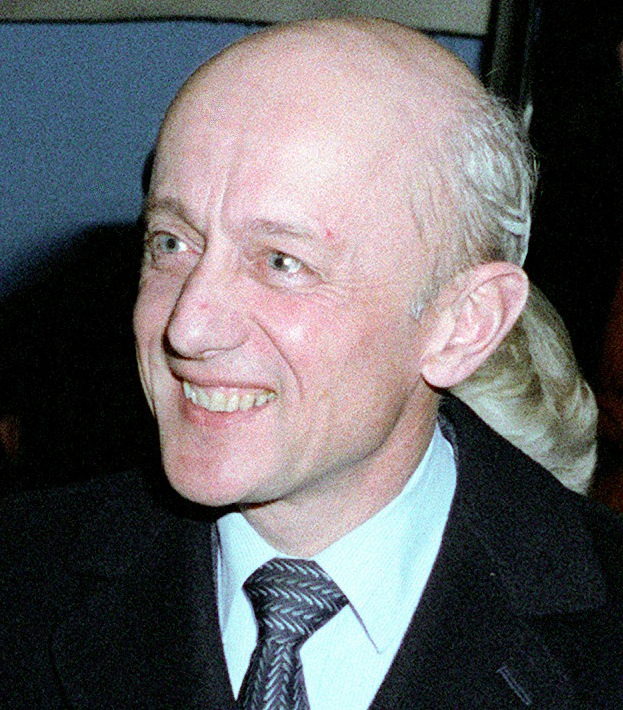
Kåre Willoch

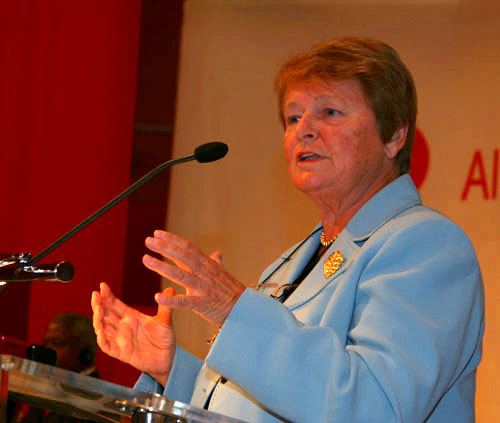
Gro Harlem Brundtland

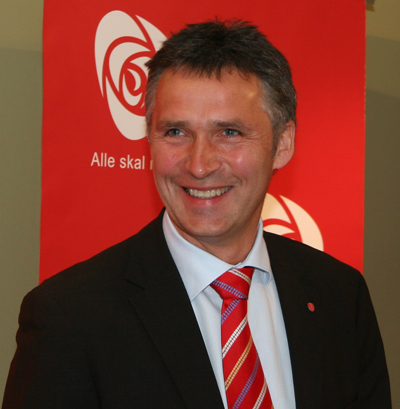
Jens Stoltenberg

Després de les eleccions legislatives de 1965 el Partit Laborista, que va obtenir la majoria relativa dels vots, no va poder formar govern; aquest va ser encomanat pel rei a una coalició de conservadors, liberals i agraristes encapçalada per l'agrarista Per Borten, que malgrat ser un govern conservador no comportà canvis en la política socialdemòcrata que s'havia vingut aplicant en temps laboristes. Durant el seu mandat es va viure un debat al si de la coalició i a nivell nacional amb motiu del probable ingrés de Noruega a la Comunitat Econòmica Europea. Borten va dimitir el 1971 arran d'una censura per la divulgació d'un informe secret en el qual el primer ministre havia proporcionat informació confidencial sobre el país. Per això es formà un nou govern minoritari, encapçalat pel laborista Trygve Bratteli. Aquest govern, partidari de l'ingrés noruec en la CEE, va ser derrotat pel vot popular en el plebiscit de 1971, en què la majoria dels noruecs van votar-ne en contra de l'ingrés. Per això, Bratteli renuncià a l'any següent, i fou substituït per un nou govern minoritari, el del demòcrata cristià Lars Korvald.
El govern de Korvald només va poder romandre un any, atès que, el 1973 els laboristes van tornar a obtenir la majoria relativa en l'Storting. Començà així un nou mandat per a Trygve Bratteli, que va haver de pactar amb el Partit Socialista d'Esquerra. El nou govern no pogué assolir els seus projectes i va dimitir el 1976; el va succeir de manera provisional el també laborista Odvar Nordli.
Nordli seria ratificat en el govern després de les eleccions de 1977. Durant la seva gestió es van descobrir immenses reserves de petroli a la plataforma continental del mar del Nord; per això i també per raons pesqueres, el govern anuncià l'ampliació del seu territori marí, la qual cosa generà inconformitat internacional al principi però acabà amb sengles acords pesquers amb la Comunitat Europea, Espanya, i la Unió Soviètica. Nordli va romandre com a primer ministre fins i tot 1981, quan abandonà el poder per motius de salut. Li va succeir en el càrrec Gro Harlem Brundtland, la primera dona que va ocupar aquesta responsabilitat a Noruega.
El 1981, tot i que el Partit Laborista va obtenir la majoria dels sufragis, el Partit Conservador, amb el suport del Partit Demòcrata Cristià i del de Centre, va aconseguir formar govern, el primer des de 1925. El nou primer ministre seria Kare Willoch. La presència d'un nou govern no canvià el sistema de socialdemocràcia noruec, però el paquet econòmic del primer ministre no trobà el suport del parlament. El seu fracàs causà un retrocés per al seu partit en les eleccions de 1985, però es va mantenir en el poder gràcies al suport del Partit Liberal. En el segon mandat, Willoch intentà dur a terme una política d'austeritat el 1986, augmentà impostos als derivats del petroli i va disminuir la despesa social, la qual cosa molestà les classes treballadores. El primer ministre es va veure obligat a renunciar aquell mateix any.
La laborista Gro Harlem Brundtland va iniciar així un nou govern minoritari. La crisi que li va venir al damunt com a resultat de la caiguda del preu internacional del petroli ocasionà una resposta seva envers una política d'austeritat, control de la inflació i disminució del consum. El seu govern durà només fins a les següents eleccions, en les quals va ser substituït per una coalició centre-conservadora-democratacristiana de Jan Peder Syse. En aquestes eleccions, van caure les preferències envers els laboristes i conservadors, i van avançar partits polaritzants, el Partit del Progrés, proper a l'extrema dreta, i el Partit de l'Esquerra Socialista. La coalició de govern es fracturà a causa del debat sobre la incorporació de Noruega a la Unió Europea i acabà amb la renúncia de Syse el 1990. Brundtland va ascendir així per tercera vegada al poder. El 1991 mor el rei Olaf V i és succeït per Harald V de Noruega.
La primera ministra impulsà l'adhesió a la Unió Europea, però va haver d'afrontar reticències, sobretot pel que fa a les quotes pesqueres. En un referèndum, Brundtland fou derrotada pel no, que va assolir 52%. Brundtland va dimitir el 1995 i va iniciar govern el laborista Thorbjørn Jagland.
Jagland continuà amb la política de la seva predecessora, però es va enfrontar a l'oposició per les seves propostes esquerranes (augment de les pensions a adults grans) i per escàndols personals en el seu gabinet. Quan en les eleccions de 1997 el seu partit no va assolir el 36,9% que ell s'havia proposat, hi renuncià. El seu successor, el demòcrata cristià i pastor luterà Kjell Magne Bondevik va encapçalar un nou govern minoritari de coalició amb conservadors i liberals. Va renunciar quan l'Storting rebutjà una proposta de protecció al medi ambient, però després d'un breu mandat laborista de Jens Stoltenberg, torna al poder l'any següent (2000), en coalició amb els conservadors. Aquell mateix any, el partit laborista només va assolir el 21% dels vots. Durant el segon govern de Bondevik, les seves reformes van comportar un avenç significatiu de l'economia, i la seva coalició va poder mantenir-se en el poder fins al 2005, quan va ser derrotada electoralment per una aliança laborista-socialista-centrista encapçalada per Jens Stoltenberg.